# Nati nel 1899
| Questa pagina contiene informazioni ricavate automaticamente dalle voci biografiche con l'ausilio del template Bio e di un bot. L'aggiornamento è periodico e automatico e ricostruisce completamente la pagina. Se manca una persona in questa lista, sei pregato di non aggiungerla, ma accertati piuttosto che la sua voce biografica contenga il template Bio e che i dati anagrafici siano correttamente compilati. Se il template Bio manca, inseriscilo tu stesso o, in alternativa, metti l'avviso {{tmp\|Bio}} che ne segnala la mancanza. Se i dati riportati sono sbagliati, correggi direttamente la voce biografica; le modifiche saranno visibili in questa lista entro pochi giorni. Per chiarimenti vedi il progetto biografie. La lista contiene solo le 1.489 persone che sono citate nell'enciclopedia e per le quali è stato implementato correttamente il template Bio. Pagina aggiornata al 18 ago 2025. |

## Gennaio(139)
- 1º gennaio - Jack Beresford, canottiere britannico († 1977)
- 1º gennaio - Enzo Fusco, poeta italiano († 1951)
- 1º gennaio - Randolfo Pacciardi, politico, antifascista e militare italiano († 1991)
- 1º gennaio - Domenico Pennestrì, ufficiale italiano († 1943)
- 1º gennaio - Gastone Simoni, scrittore italiano († 1966)
- 1º gennaio - Adamo Zanelli, politico, antifascista e partigiano italiano († 1970)
- 1º gennaio - Rodolfo de Mattei, storico, scrittore e giornalista italiano († 1981)
- 2 gennaio - Ceclava Czapska, rumena († 1970)
- 2 gennaio - Fred Keller, psicologo e pedagogista statunitense († 1996)
- 2 gennaio - Christopher McEvoy, aviatore inglese († 1953)
- 2 gennaio - Hermann von Oppeln-Bronikowski, ufficiale e cavaliere tedesco († 1966)
- 2 gennaio - John Robert Osborn, militare canadese († 1941)
- 3 gennaio - Antonio Costantini, politico italiano († 1969)
- 3 gennaio - Karl Diebitsch, artista e militare tedesco († 1985)
- 3 gennaio - Pëtr Grigor'ev, calciatore sovietico († 1942)
- 3 gennaio - Georges Hourdin, giornalista e saggista francese († 1999)
- 3 gennaio - Giorgio Mastino Del Rio, avvocato e politico italiano († 1969)
- 3 gennaio - Bernardo Ortiz de Montellano, poeta, drammaturgo e saggista messicano († 1949)
- 3 gennaio - Ferruccio Pergolesi, giurista italiano († 1974)
- 4 gennaio - Harry Johnson, calciatore inglese († 1981)
- 4 gennaio - Alfred Sohn-Rethel, economista e sociologo tedesco († 1990)
- 4 gennaio - Giovanni Zonca, politico e medico italiano († 1981)
- 5 gennaio - Francesco Bellini, prefetto e politico italiano († 1989)
- 5 gennaio - Joe Bernstein, giocatore di poker statunitense († 1975)
- 5 gennaio - Edoardo Chieppi, calciatore italiano
- 5 gennaio - Ruggero Gerlin, clavicembalista, pianista e compositore italiano († 1983)
- 6 gennaio - Phyllis Haver, attrice statunitense († 1960)
- 6 gennaio - Heinrich Nordhoff, dirigente d'azienda, imprenditore e ingegnere tedesco († 1968)
- 6 gennaio - Ugo Schiffo, calciatore italiano († 1973)
- 6 gennaio - Max Simon, generale e criminale di guerra tedesco († 1961)
- 7 gennaio - Beniamino Fiamma, ingegnere e inventore italiano († 1985)
- 7 gennaio - Carlo Lombardi, politico italiano († 1980)
- 7 gennaio - Francis Poulenc, compositore e pianista francese († 1963)
- 7 gennaio - Francesco Sormano, attore, doppiatore e conduttore radiofonico italiano († 1977)
- 7 gennaio - Kazimierz Szempliński, schermidore polacco († 1971)
- 8 gennaio - Solomon Bandaranaike, politico singalese († 1959)
- 8 gennaio - Agostino Ciarpaglini, militare italiano († 1935)
- 8 gennaio - Nino Medioli, imprenditore italiano († 1960)
- 8 gennaio - Thomas Richards, montatore statunitense († 1946)
- 8 gennaio - Mabel Strickland, editrice e politica maltese († 1988)
- 9 gennaio - Félix Pozo, calciatore francese († 1967)
- 9 gennaio - Harald Tammer, giornalista, sollevatore e pesista estone († 1942)
- 10 gennaio - Aldo Caprani, avvocato e politico italiano († 1947)
- 10 gennaio - Kenneth Casey, attore e compositore statunitense († 1965)
- 10 gennaio - Per Holm, calciatore norvegese († 1974)
- 10 gennaio - Szolem Mandelbrojt, matematico francese († 1983)
- 10 gennaio - John J. Mescall, direttore della fotografia statunitense († 1962)
- 10 gennaio - Justas Paleckis, politico lituano († 1980)
- 11 gennaio - Miloš Alexander Bazovský, pittore slovacco († 1968)
- 11 gennaio - Steen Blicher, calciatore danese († 1965)
- 11 gennaio - Maurice Brianchon, pittore francese († 1979)
- 11 gennaio - Richard Broxton Onians, filologo inglese († 1986)
- 11 gennaio - Benoît Faure, ciclista su strada e pistard francese († 1980)
- 11 gennaio - Eva Le Gallienne, regista, attrice e produttrice cinematografica statunitense († 1991)
- 11 gennaio - Battista Rovida, allenatore di calcio italiano
- 12 gennaio - Pierre Bernac, baritono francese († 1979)
- 12 gennaio - Lewis D. Collins, regista statunitense († 1954)
- 12 gennaio - Piero Meriggi, linguista italiano († 1982)
- 12 gennaio - Paul Hermann Müller, chimico svizzero († 1965)
- 13 gennaio - Lev Vladimirovič Kulešov, regista sovietico († 1970)
- 13 gennaio - Alfred Urbański, politico e economista polacco († 1983)
- 14 gennaio - Fritz Bayerlein, generale tedesco († 1970)
- 14 gennaio - Nicola Crapsi, politico e sindacalista italiano († 1965)
- 14 gennaio - Antonio Gualano, generale italiano († 1983)
- 15 gennaio - Goodman Ace, comico e giornalista statunitense († 1982)
- 15 gennaio - Louis Guilloux, scrittore e traduttore francese († 1980)
- 15 gennaio - Rocco Gullo, avvocato e politico italiano († 1972)
- 15 gennaio - Valerio Mariani, storico dell'arte e critico d'arte italiano († 1982)
- 17 gennaio - Ignác Amsel, calciatore ungherese († 1974)
- 17 gennaio - Al Capone, mafioso statunitense († 1947)
- 17 gennaio - Alfredo Catarsini, pittore italiano († 1993)
- 17 gennaio - Paul Hoenen, calciatore francese († 1975)
- 17 gennaio - Nevil Shute, romanziere e ingegnere aeronautico britannico († 1960)
- 17 gennaio - Rinaldo Piazzalunga, calciatore italiano († 1978)
- 17 gennaio - Ferdinando Pomati, calciatore italiano († 1965)
- 17 gennaio - Giuseppe Zelocchi, arbitro di calcio italiano († 1959)
- 18 gennaio - Jan Bontjes van Beek, ceramista e scultore olandese († 1969)
- 18 gennaio - Costante Coter, scultore e pittore italiano († 1972)
- 18 gennaio - Gábor Obitz, calciatore e allenatore di calcio ungherese († 1953)
- 18 gennaio - Semёn Alekseevič Timošenko, regista cinematografico russo († 1958)
- 18 gennaio - Maria Melita di Hohenlohe-Langenburg, principessa tedesca († 1967)
- 19 gennaio - Gustaaf Boesman, calciatore belga († 1971)
- 19 gennaio - Carlo Margottini, militare e marinaio italiano († 1940)
- 19 gennaio - Juan José Morosoli, scrittore uruguaiano († 1957)
- 19 gennaio - Ernesta Oltremonti, pittrice italiana († 1982)
- 19 gennaio - Pasquale Santilli, militare italiano († 1940)
- 19 gennaio - Mino Somenzi, giornalista italiano († 1948)
- 19 gennaio - Josep Tarradellas, politico spagnolo († 1988)
- 20 gennaio - Kenjirō Takayanagi, ingegnere giapponese († 1990)
- 20 gennaio - Armas Toivonen, maratoneta finlandese († 1973)
- 20 gennaio - Humphrey Ward, calciatore inglese († 1946)
- 21 gennaio - John Bodkin Adams, criminale e serial killer britannico († 1983)
- 21 gennaio - Aleksandr Nikolaevič Čerepnin, compositore e pianista russo († 1977)
- 21 gennaio - Enrico Falck, imprenditore, politico e antifascista italiano († 1953)
- 21 gennaio - Lido Manetti, attore cinematografico italiano († 1928)
- 21 gennaio - Gyula Mándi, allenatore di calcio e calciatore ungherese († 1969)
- 22 gennaio - Pietro Ferreri, politico italiano († 1971)
- 22 gennaio - Martti Haavio, poeta finlandese († 1973)
- 22 gennaio - Bertil Ohlson, multiplista svedese († 1970)
- 22 gennaio - Vincenzo Palumbo, politico italiano († 1982)
- 23 gennaio - Carlo Betocchi, poeta e scrittore italiano († 1986)
- 23 gennaio - Viktor Fëdorovič Bolchovitinov, ingegnere sovietico († 1970)
- 23 gennaio - Guido Bosio, calciatore e allenatore di calcio italiano († 1963)
- 23 gennaio - Luigi Burlando, allenatore di calcio, calciatore e pallanuotista italiano († 1967)
- 23 gennaio - Niccolò Codino, pittore e scultore italiano († 1983)
- 23 gennaio - Andrea Di Robilant, sceneggiatore, produttore cinematografico e regista italiano († 1977)
- 23 gennaio - Ernst Thommen, dirigente sportivo svizzero († 1967)
- 24 gennaio - Pietro Ghersi, pilota automobilistico e pilota motociclistico italiano († 1972)
- 25 gennaio - Antonio Bonadies, politico e medico italiano († 1994)
- 25 gennaio - Sleepy John Estes, cantante e musicista statunitense († 1977)
- 25 gennaio - Alessandro Gatta, politico italiano († 1975)
- 25 gennaio - Justin McCarthy, hockeista su ghiaccio statunitense († 1976)
- 25 gennaio - Eugenia Smith, scrittrice statunitense († 1997)
- 25 gennaio - Paul-Henri Spaak, politico belga († 1972)
- 26 gennaio - Pina Ballario, scrittrice italiana († 1971)
- 26 gennaio - Roland Cubitt, III barone Ashcombe, nobile inglese († 1962)
- 26 gennaio - May Miller, poetessa, drammaturga e docente statunitense († 1995)
- 26 gennaio - Angelo Volontè, presbitero italiano († 1975)
- 27 gennaio - George K. Arthur, attore e comico britannico († 1985)
- 27 gennaio - Béla Guttmann, calciatore e allenatore di calcio ungherese († 1981)
- 27 gennaio - John Hamilton, criminale canadese († 1934)
- 27 gennaio - Joan Rebull, scultore spagnolo († 1981)
- 28 gennaio - Märta Ekström, attrice svedese († 1952)
- 28 gennaio - Giulio Lusi, militare italiano († 1918)
- 28 gennaio - Vladimir Grigor'evič Venžer, economista sovietico († 1990)
- 29 gennaio - Heinrich Blücher, filosofo e docente tedesco († 1970)
- 29 gennaio - Disma Ferrario, mezzofondista italiano († 1979)
- 29 gennaio - Melchiorre dello Spirito Santo, presbitero spagnolo († 1936)
- 29 gennaio - Antonín Perner, calciatore cecoslovacco († 1973)
- 29 gennaio - Antal Páger, attore ungherese († 1986)
- 29 gennaio - Ferdinando Raffaelli, generale italiano († 1981)
- 30 gennaio - Edward G. Boyle, scenografo canadese († 1977)
- 30 gennaio - Anna Carena, attrice italiana († 1988)
- 30 gennaio - Martita Hunt, attrice britannica († 1969)
- 30 gennaio - Nadežda di Bulgaria, principessa bulgara († 1958)
- 30 gennaio - Max Theiler, medico sudafricano († 1972)
- 31 gennaio - Tino Erler, attore italiano († 1968)
- 31 gennaio - Béda Rigaux, teologo e presbitero belga († 1982)
- 31 gennaio - Gottfried Weber, generale tedesco († 1958)

## Febbraio(120)
- 1º febbraio - William Otterwell Brady, arcivescovo cattolico statunitense († 1961)
- 1º febbraio - Antoine-Hubert Grauls, missionario e arcivescovo cattolico belga († 1986)
- 1º febbraio - Giorgio Pini, politico e giornalista italiano († 1987)
- 1º febbraio - Alberto Prebisch, architetto argentino († 1970)
- 1º febbraio - Mario Vannini, calciatore italiano
- 2 febbraio - Rodolfo Carabelli, militare italiano († 1936)
- 2 febbraio - Mannus Franken, regista e sceneggiatore olandese († 1953)
- 2 febbraio - Wolfgang Gröbner, matematico austriaco († 1980)
- 2 febbraio - Maria Rosada, montatrice italiana († 1970)
- 3 febbraio - João Café Filho, giornalista, politico e avvocato brasiliano († 1970)
- 3 febbraio - Forrest DeBernardi, cestista statunitense († 1970)
- 3 febbraio - Ferdinand Hajný, calciatore cecoslovacco († 1978)
- 3 febbraio - Bob John, calciatore e allenatore di calcio gallese († 1982)
- 3 febbraio - Otto Krompholz, calciatore cecoslovacco
- 3 febbraio - Lao She, scrittore e drammaturgo cinese († 1966)
- 3 febbraio - Clarence Newton, pugile canadese († 1979)
- 4 febbraio - István Mészáros, calciatore e allenatore di calcio ungherese († 1944)
- 4 febbraio - Raffaello Riccardi, politico e dirigente sportivo italiano († 1977)
- 4 febbraio - Carlo Saraudi, pugile e allenatore di pugilato italiano († 1973)
- 5 febbraio - Gino Bibbi, anarchico italiano († 1999)
- 5 febbraio - Gisberto Ceracchini, pittore italiano († 1982)
- 5 febbraio - Walter Charles Langer, psicoanalista statunitense († 1981)
- 5 febbraio - Enrico Sailis, politico e giurista italiano († 1967)
- 6 febbraio - Giuseppe Arena, militare italiano († 1936)
- 6 febbraio - Jaime Gonçalves, calciatore portoghese
- 6 febbraio - Ramón Novarro, attore e regista messicano († 1968)
- 7 febbraio - Hans Jenny, geografo svizzero († 1992)
- 7 febbraio - Arvid Pel'še, politico e storico sovietico († 1983)
- 8 febbraio - Juan Arremón, calciatore uruguaiano († 1979)
- 8 febbraio - Lonnie Johnson, cantante e chitarrista statunitense († 1970)
- 8 febbraio - Günther Krampf, direttore della fotografia austriaco († 1950)
- 8 febbraio - Hans Lang, calciatore tedesco († 1943)
- 8 febbraio - Santeri Levas, scrittore e fotografo finlandese († 1987)
- 8 febbraio - Bo Lindman, pentatleta e schermidore svedese († 1992)
- 8 febbraio - Paul Martin, regista e sceneggiatore ungherese († 1967)
- 8 febbraio - Ennio Zelioli-Lanzini, avvocato e politico italiano († 1976)
- 9 febbraio - Ernesto Simini, militare italiano († 1941)
- 10 febbraio - Gino Bozza, ingegnere italiano († 1967)
- 10 febbraio - Heinrich Kuen, linguista austriaco († 1989)
- 10 febbraio - Cesare Mariani, giornalista, dirigente sportivo e calciatore italiano († 1977)
- 10 febbraio - Cevdet Sunay, politico turco († 1982)
- 11 febbraio - Aleksandr Nikolaevič Andrievskij, regista cinematografico sovietico († 1983)
- 11 febbraio - Stanis Ruinas, giornalista e scrittore italiano († 1984)
- 11 febbraio - Edith Schlüssel, montatrice danese († 1981)
- 12 febbraio - Edward L. Cahn, regista statunitense († 1963)
- 12 febbraio - Felice Platone, giornalista, politico e antifascista italiano († 1955)
- 12 febbraio - Domenico Raimondo, militare e medico italiano († 1937)
- 12 febbraio - Hans Tomamichel, pittore, illustratore e grafico svizzero († 1984)
- 13 febbraio - Emma Calderini, costumista e storica italiana († 1975)
- 13 febbraio - Bruno Finzi, ingegnere, matematico e fisico italiano († 1974)
- 13 febbraio - Miyamoto Yuriko, scrittrice, saggista e critica letteraria giapponese († 1951)
- 14 febbraio - John Alfred Valentine Butler, chimico e fisico inglese († 1977)
- 14 febbraio - Stanisław Cikowski, calciatore polacco († 1959)
- 14 febbraio - Eugen Kling, calciatore tedesco († 1971)
- 14 febbraio - Lovro von Matačić, direttore d'orchestra e compositore croato († 1985)
- 14 febbraio - Ettore Musco, generale italiano († 1990)
- 14 febbraio - Onni Pellinen, lottatore finlandese († 1950)
- 15 febbraio - Georges Auric, compositore francese († 1983)
- 15 febbraio - Iknadios Bedros XVI Batanian, patriarca cattolico armeno († 1979)
- 15 febbraio - Ernst Biberstein, militare, agente segreto e pastore protestante tedesco († 1986)
- 15 febbraio - Alessio Coronini Cronberg, politico e nobiluomo italiano († 1979)
- 15 febbraio - Gale Sondergaard, attrice statunitense († 1985)
- 16 febbraio - Leland Fuller, scenografo statunitense († 1962)
- 17 febbraio - Priscilla Bonner, attrice statunitense († 1996)
- 17 febbraio - Edoardo Colombo, calciatore italiano († 1920)
- 17 febbraio - Zaccaria Negroni, politico italiano († 1980)
- 17 febbraio - Giulio Panicali, attore, doppiatore e direttore del doppiaggio italiano († 1987)
- 17 febbraio - Ljudmila Semёnova, attrice sovietica († 1990)
- 18 febbraio - Arthur Bryant, storico britannico († 1985)
- 18 febbraio - Mervyn Johns, attore britannico († 1992)
- 18 febbraio - Eugène Langenove, calciatore francese († 1958)
- 18 febbraio - Georg Lörner, funzionario tedesco († 1959)
- 18 febbraio - Ildebrando Prosperi, calciatore italiano
- 19 febbraio - Kārlis Bone, calciatore lettone († 1941)
- 19 febbraio - Lucio Fontana, pittore, ceramista e scultore argentino († 1968)
- 19 febbraio - Luciano Gottardi, sindacalista e politico italiano († 1944)
- 19 febbraio - Ehrenfried Pfeiffer, teosofo tedesco († 1961)
- 20 febbraio - Richard Cutts Fairfield, militare statunitense († 1918)
- 20 febbraio - Mario Giordani, chimico italiano († 1966)
- 20 febbraio - Alfons Julen, sciatore di pattuglia militare e fondista svizzero († 1988)
- 20 febbraio - Mohammad Hassan Mirza, persiano († 1943)
- 20 febbraio - Muhammad Abdel Moneim, principe egiziano († 1979)
- 20 febbraio - Pinin Pacòt, scrittore italiano († 1964)
- 21 febbraio - Brajo Fuso, medico, pittore e scultore italiano († 1980)
- 21 febbraio - Bernard William Griffin, cardinale e arcivescovo cattolico britannico († 1956)
- 21 febbraio - Edwin L. Marin, regista statunitense († 1951)
- 21 febbraio - Emile Santiago, costumista statunitense († 1995)
- 21 febbraio - József Zilisy, calciatore ungherese († 1982)
- 22 febbraio - Dwight Frye, attore e pianista statunitense († 1943)
- 22 febbraio - Lelio Sanità di Toppi, politico italiano
- 23 febbraio - Haim Arlozoroff, sindacalista, poeta e politico israeliano († 1933)
- 23 febbraio - Giovanni Ciarpaglini, politico, antifascista e partigiano italiano († 1953)
- 23 febbraio - Ernst Holzlöhner, medico tedesco († 1945)
- 23 febbraio - Erich Kästner, scrittore, giornalista e critico teatrale tedesco († 1974)
- 23 febbraio - Elisabeth Langgässer, scrittrice e poetessa tedesca († 1950)
- 23 febbraio - Vittore Pisani, glottologo italiano († 1990)
- 23 febbraio - Norman Taurog, regista e sceneggiatore statunitense († 1981)
- 24 febbraio - Vincenzo Chiabotto, calciatore italiano († 1973)
- 24 febbraio - Johan Grøttumsbråten, sciatore nordico norvegese († 1983)
- 24 febbraio - Helmut Kolle, pittore tedesco († 1931)
- 24 febbraio - Luigi Ossoinach, calciatore italiano († 1990)
- 24 febbraio - Antonio Pietropaolo, anarchico e partigiano italiano († 1965)
- 24 febbraio - Jacob Presser, storico, scrittore e docente olandese († 1970)
- 25 febbraio - Hans Lunding, ufficiale e cavaliere danese († 1984)
- 25 febbraio - Gino Martinesi, generale italiano († 1956)
- 25 febbraio - António Pinho, calciatore portoghese († 1999)
- 25 febbraio - John Potts, calciatore inglese († 1986)
- 25 febbraio - Steve Sekely, regista ungherese († 1979)
- 25 febbraio - Leo Weisgerber, linguista tedesco († 1985)
- 26 febbraio - Marcel Dangles, calciatore francese († 1974)
- 26 febbraio - Gustavo Gay, calciatore italiano († 1966)
- 26 febbraio - Max Petitpierre, politico svizzero († 1994)
- 27 febbraio - Charles Herbert Best, medico canadese († 1978)
- 27 febbraio - Ian Keith, attore statunitense († 1960)
- 27 febbraio - Helen Kim, educatrice e diplomatica sudcoreana († 1970)
- 27 febbraio - Max Klausen, agente segreto tedesco († 1979)
- 28 febbraio - Alceo Ercolani, politico e militare italiano († 1968)
- 28 febbraio - Margo Lion, cantante, cabarettista e attrice francese († 1989)
- 28 febbraio - Paolo Melodia, militare italiano († 1983)
- 28 febbraio - Franco Michelini Tocci, militare italiano († 1918)

## Marzo(125)
- 1º marzo - Erich von dem Bach-Zelewski, generale e poliziotto tedesco († 1972)
- 1º marzo - Alfredo Mario Ferreiro, poeta uruguaiano († 1959)
- 1º marzo - Michael Paulsen, calciatore norvegese († 1968)
- 1º marzo - Guglielmo Tornabuoni, calciatore e allenatore di calcio italiano († 1966)
- 1º marzo - Ralf Törngren, politico finlandese († 1961)
- 2 marzo - Clifford Durr, avvocato e attivista statunitense († 1975)
- 2 marzo - Alessandro Vallebona, medico italiano († 1987)
- 3 marzo - Jurij Karlovič Oleša, scrittore e drammaturgo sovietico († 1960)
- 3 marzo - Raffaele Pieragostini, partigiano e operaio italiano († 1945)
- 4 marzo - Luigi Borfico, calciatore italiano († 1982)
- 4 marzo - Carlotta di Sassonia-Altenburg, nobile tedesca († 1989)
- 4 marzo - Liana Del Balzo, attrice italiana († 1982)
- 4 marzo - Victor A. Gangelin, scenografo statunitense († 1967)
- 4 marzo - Emilio Prados, poeta spagnolo († 1962)
- 5 marzo - Agostino D'Arco, vescovo cattolico italiano († 1966)
- 5 marzo - Gladys Leslie, attrice statunitense († 1976)
- 5 marzo - Alexander Olsen, calciatore norvegese († 1975)
- 5 marzo - Antonio Ramirez, politico italiano († 1969)
- 5 marzo - Cecil Roth, storico e insegnante inglese († 1970)
- 5 marzo - Emilio Savino, calciatore italiano († 1978)
- 6 marzo - Jay C. Flippen, attore statunitense († 1971)
- 6 marzo - Pietro Gerbore, diplomatico e storico italiano († 1983)
- 6 marzo - Dimitri Kirsanoff, regista, sceneggiatore e produttore cinematografico russo († 1957)
- 6 marzo - Gunther Langes, militare e scrittore austriaco († 1972)
- 6 marzo - Giuseppe Vilardi, imprenditore, dirigente sportivo e politico italiano († 1972)
- 7 marzo - Werner Hochbaum, regista, sceneggiatore e produttore cinematografico tedesco († 1946)
- 7 marzo - Willem Jacob Luyten, astronomo statunitense († 1994)
- 7 marzo - Alfredo Martinelli, attore italiano († 1968)
- 7 marzo - Fëdor Selin, calciatore sovietico († 1960)
- 7 marzo - Charles Warren Thornthwaite, geografo e climatologo statunitense († 1963)
- 8 marzo - Giuseppe Bastianini, politico e diplomatico italiano († 1961)
- 8 marzo - Elmer Keith, inventore e scrittore statunitense († 1984)
- 8 marzo - Jozef Kollár, pittore slovacco († 1982)
- 8 marzo - Eric Robert Russell Linklater, scrittore britannico († 1974)
- 8 marzo - Valeriu Marcu, biografo e storico romeno († 1942)
- 8 marzo - Nino Meloni, regista italiano († 1960)
- 9 marzo - Jules Dewaquez, calciatore francese († 1971)
- 9 marzo - Giuseppe Antonio Ferretto, cardinale italiano († 1973)
- 11 marzo - Luigi Conti, militare e aviatore italiano († 1926)
- 11 marzo - Federico IX di Danimarca, re danese († 1972)
- 11 marzo - Giacomo Magioncalda, calciatore italiano
- 11 marzo - Carlo Tamberlani, attore italiano († 1980)
- 11 marzo - Huck Woodman, hockeista su ghiaccio canadese († 1963)
- 12 marzo - Anton Mario Lanza, scacchista italiano († 1964)
- 13 marzo - Ugo Damiani, funzionario e politico italiano († 1992)
- 13 marzo - Aldo Lampredi, partigiano, politico e ebanista italiano († 1973)
- 13 marzo - Jan Lechoń, poeta, critico letterario e diplomatico polacco († 1956)
- 13 marzo - Josef Lüke, calciatore tedesco († 1964)
- 13 marzo - Oskar Munzel, generale tedesco († 1992)
- 13 marzo - Giovanni Battista Parodi, vescovo cattolico italiano († 1995)
- 13 marzo - Pančo Vladigerov, compositore, insegnante e pianista bulgaro († 1978)
- 13 marzo - John Hasbrouck van Vleck, fisico statunitense († 1980)
- 14 marzo - Achille Balsamo di Loreto, militare italiano († 1918)
- 14 marzo - Calogero Ciancimino, scrittore e comandante marittimo italiano († 1936)
- 14 marzo - Leota Lorraine, attrice statunitense († 1974)
- 14 marzo - Leonardantonio Sforza, politico italiano († 1979)
- 15 marzo - Giuseppe Balbo, politico italiano († 1992)
- 15 marzo - Arie Bieshaar, calciatore olandese († 1965)
- 15 marzo - George Brent, attore irlandese († 1979)
- 15 marzo - Lino Domeneghini, sindacalista e politico italiano († 1931)
- 15 marzo - Pietro Alfredo Ferraris, calciatore italiano († 1948)
- 15 marzo - Giuseppe Guido Lo Schiavo, giurista, magistrato e scrittore italiano († 1973)
- 15 marzo - Corrado Scocco, calciatore italiano
- 16 marzo - Francantonio Biaggi, politico italiano († 1979)
- 16 marzo - Jack Budd, pallanuotista britannico († 1952)
- 16 marzo - Carlo Citarella, militare italiano († 1918)
- 16 marzo - Ok Formenoij, calciatore olandese († 1977)
- 16 marzo - Decimo Granzotto, politico e partigiano italiano († 1992)
- 16 marzo - Stanisława Rodzińska, religiosa polacca († 1945)
- 16 marzo - Aleksej Šapošnikov, calciatore sovietico († 1962)
- 16 marzo - Luigi Lorenzo Secchi, ingegnere, architetto e pubblicista italiano († 1992)
- 17 marzo - Tiziano Ballarin, calciatore italiano († 1978)
- 17 marzo - Jay Eaton, attore statunitense († 1970)
- 17 marzo - Giuseppe Rossetti, calciatore italiano († 1965)
- 18 marzo - Ugo De Carolis, ufficiale e partigiano italiano († 1944)
- 18 marzo - Giovanni Fusconi, partigiano e politico italiano († 1958)
- 18 marzo - Alfred Joseph Gummer, vescovo cattolico australiano († 1962)
- 18 marzo - Américo Tesoriere, calciatore argentino († 1977)
- 19 marzo - Giorgio Cicogna, scrittore e inventore italiano († 1932)
- 19 marzo - Oronzio De Nora, imprenditore e ingegnere elettrotecnico italiano († 1995)
- 19 marzo - José Echeveste, calciatore spagnolo († 1982)
- 19 marzo - Reinhard von Koenig-Fachsenfeld, designer tedesco († 1992)
- 19 marzo - Cesare Pagnini, politico, giornalista e storico italiano († 1989)
- 19 marzo - Aksel Sandemose, scrittore norvegese († 1965)
- 19 marzo - Jan Hendrik de Boer, chimico e fisico olandese († 1971)
- 20 marzo - Cəfər Cabbarlı, drammaturgo, poeta e attore azero († 1934)
- 20 marzo - Lazar Fundo, scrittore e giornalista albanese († 1944)
- 21 marzo - Antonio Corsano, storico della filosofia italiano († 1989)
- 21 marzo - Giuseppe Fois, arbitro di calcio italiano
- 21 marzo - Rezső Nikolsburger, calciatore ungherese († 1969)
- 21 marzo - Panagiōtīs Pipinelīs, politico e diplomatico greco († 1970)
- 21 marzo - Ladislav Vácha, ginnasta cecoslovacco († 1943)
- 22 marzo - Ruth Page, ballerina e coreografa statunitense († 1991)
- 22 marzo - Mario del Drago, nobile e militare italiano († 1981)
- 23 marzo - Ilse Bing, fotografa tedesca († 1998)
- 23 marzo - Dora Gerson, cantante e attrice tedesca († 1943)
- 23 marzo - Aīda Niedra, scrittrice lettone († 1972)
- 24 marzo - Karl Geyer, allenatore di calcio e calciatore austriaco († 1998)
- 24 marzo - Mario Gliozzi, fisico e storico della scienza italiano († 1977)
- 24 marzo - Arthur E. Raymond, ingegnere aeronautico statunitense († 1999)
- 24 marzo - Kaj af Ekström, pattinatore artistico su ghiaccio svedese († 1943)
- 25 marzo - Jacques Audiberti, scrittore, drammaturgo e poeta francese († 1965)
- 25 marzo - Burt Munro, pilota motociclistico neozelandese († 1978)
- 25 marzo - Bella Spewack, librettista, sceneggiatrice e commediografa rumena († 1990)
- 26 marzo - William Baines, compositore britannico († 1922)
- 27 marzo - Bixio Cherubini, paroliere e poeta italiano († 1987)
- 27 marzo - Louis Page, calciatore e allenatore di calcio inglese († 1959)
- 27 marzo - Francis Ponge, poeta francese († 1988)
- 27 marzo - Gloria Swanson, attrice statunitense († 1983)
- 27 marzo - Rudolf Svensson, lottatore svedese († 1978)
- 28 marzo - Alessandro Cutolo, conduttore televisivo e medievista italiano († 1995)
- 28 marzo - Folke Kirkemo, calciatore norvegese († 1967)
- 28 marzo - Ugo Luccichenti, ingegnere e architetto italiano († 1976)
- 28 marzo - John C. H. Wu, giurista e scrittore cinese († 1986)
- 29 marzo - Lavrentij Pavlovič Berija, politico e generale sovietico († 1953)
- 30 marzo - Sebastiano Craveri, fumettista e illustratore italiano († 1973)
- 30 marzo - Cyril Radcliffe, politico britannico († 1977)
- 30 marzo - Leandro Sorio, anarchico italiano († 1975)
- 31 marzo - Renato Bitossi, politico, sindacalista e antifascista italiano († 1969)
- 31 marzo - Leo Borchard, direttore d'orchestra tedesco († 1945)
- 31 marzo - Albert Mayaud, nuotatore e pallanuotista francese († 1987)
- 31 marzo - Vincenzo Rabito, scrittore italiano († 1981)
- 31 marzo - Arturo Raffaldini, pittore e restauratore italiano († 1962)
- 31 marzo - Otto Reinfeldt-Reinlo, calciatore estone († 1974)
- 31 marzo - Paolo Vita-Finzi, ambasciatore, giornalista e saggista italiano († 1986)

## Aprile(99)
- 1º aprile - Ernesto Colli, presbitero e storico italiano († 1989)
- 3 aprile - David Jack, calciatore e allenatore di calcio inglese († 1958)
- 3 aprile - Marcello Manni, giornalista, compositore e militare italiano († 1955)
- 3 aprile - Francesco Menzio, pittore italiano († 1979)
- 3 aprile - Mario Ponzio di San Sebastiano, militare italiano († 1972)
- 3 aprile - Maria Redaelli, supercentenaria italiana († 2013)
- 4 aprile - René Belbenoît, scrittore francese († 1959)
- 4 aprile - Lodovico Benvenuti, partigiano e politico italiano († 1966)
- 4 aprile - Maceo Carloni, sindacalista italiano († 1944)
- 4 aprile - Albino Carraro, arbitro di calcio e dirigente sportivo italiano († 1964)
- 4 aprile - Carmel Myers, attrice statunitense († 1980)
- 4 aprile - Guy Oliver Nickalls, canottiere britannico († 1974)
- 4 aprile - Hillel Oppenheimer, botanico e agronomo israeliano († 1971)
- 4 aprile - Fratelli Stenberg, artista e designer russo († 1982)
- 5 aprile - Lorenzo Bianchi, missionario e vescovo cattolico italiano († 1983)
- 5 aprile - Alfred Blalock, chirurgo statunitense († 1964)
- 5 aprile - Celso Maria Poncini, militare e drammaturgo italiano († 1948)
- 5 aprile - Roy Royston, attore britannico († 1976)
- 6 aprile - Arthur Barker, criminale statunitense († 1939)
- 6 aprile - Hans Wentorf, calciatore tedesco († 1976)
- 7 aprile - Ugo Bartalini, politico e ingegnere italiano († 2000)
- 7 aprile - Robert Casadesus, pianista e compositore francese († 1972)
- 7 aprile - Louis Frederick Fieser, chimico statunitense († 1977)
- 7 aprile - Enzo Misefari, politico, sindacalista e storico italiano († 1993)
- 8 aprile - John Reginald Christie, serial killer britannico († 1953)
- 9 aprile - Hans Jeschonnek, generale tedesco († 1943)
- 9 aprile - James Smith McDonnell, aviatore statunitense († 1980)
- 9 aprile - Genzaburō Yoshino, scrittore, critico letterario e traduttore giapponese († 1981)
- 10 aprile - Max Braubach, storico tedesco († 1975)
- 10 aprile - Tullio Calcagno, presbitero e giornalista italiano († 1945)
- 10 aprile - Friedrich Traugott Wahlen, politico svizzero († 1985)
- 11 aprile - Karl Bähre, pallanuotista tedesco († 1960)
- 11 aprile - Giusto Fegiz, medico italiano († 1986)
- 11 aprile - Percy Lavon Julian, chimico e botanico statunitense († 1975)
- 11 aprile - Michael Michaelsen, pugile danese († 1970)
- 12 aprile - Giulio Manenti, produttore cinematografico italiano († 1955)
- 13 aprile - Marcel Bertrand, calciatore francese († 1933)
- 13 aprile - Bolesław Orliński, aviatore e militare polacco († 1992)
- 13 aprile - Harold Osborn, altista e multiplista statunitense († 1975)
- 13 aprile - Alfred Schütz, filosofo e sociologo austriaco († 1959)
- 15 aprile - Curtis Bernhardt, regista, sceneggiatore e produttore cinematografico tedesco († 1981)
- 15 aprile - Piero Colombi, giornalista e editore italiano († 1960)
- 15 aprile - Norman Taylor, canottiere canadese († 1980)
- 16 aprile - Giulio Gedda, compositore italiano († 1970)
- 16 aprile - Vincenzo Monaldi, politico e medico italiano († 1969)
- 16 aprile - Kathleen Myers, attrice statunitense († 1959)
- 16 aprile - Jaroslav Skobla, sollevatore cecoslovacco († 1959)
- 17 aprile - Gérard Debaets, ciclista su strada, pistard e ciclocrossista belga († 1959)
- 17 aprile - Lucy Desmond, ginnasta britannica († 1992)
- 17 aprile - Aleksander Klumberg, multiplista estone († 1958)
- 18 aprile - Harry Steel, lottatore statunitense († 1971)
- 19 aprile - Alberto Giordani, calciatore italiano († 1927)
- 19 aprile - George O'Brien, attore statunitense († 1985)
- 19 aprile - Antonino Papaldo, magistrato italiano († 1997)
- 19 aprile - Antonio Powolny, calciatore austriaco († 1961)
- 20 aprile - Robert Elter, calciatore lussemburghese († 1991)
- 20 aprile - Eitarō Suzuki, lottatore giapponese († 1979)
- 20 aprile - Ellis Wilson, artista statunitense († 1977)
- 21 aprile - Paul Angoulvent, editore francese († 1976)
- 21 aprile - Achille Lega, pittore italiano († 1934)
- 21 aprile - James Lennox, aviatore britannico
- 21 aprile - Grigorij Alekseevič Levkoev, regista cinematografico sovietico († 1986)
- 21 aprile - José Ramos, calciatore portoghese
- 21 aprile - Randall Thompson, compositore statunitense († 1984)
- 22 aprile - Paul Brochart, velocista belga († 1971)
- 22 aprile - Seward Collins, editore e sociologo statunitense († 1952)
- 22 aprile - Byron Haskin, regista, direttore della fotografia e effettista statunitense († 1984)
- 22 aprile - Vladimir Nabokov, scrittore, saggista e critico letterario russo († 1977)
- 22 aprile - Vittoria Titomanlio, politica italiana († 1988)
- 22 aprile - Luigi Vaschi, militare e aviatore italiano († 1935)
- 23 aprile - Tullio Caviglia, calciatore italiano
- 23 aprile - Aldo Nadi, schermidore italiano († 1965)
- 23 aprile - Bertil Ohlin, economista e politico svedese († 1979)
- 24 aprile - Väinö Bremer, aviatore, pentatleta e sciatore di pattuglia militare finlandese († 1964)
- 24 aprile - Curzio Longoni, calciatore italiano
- 24 aprile - Oscar Zariski, matematico polacco († 1986)
- 25 aprile - Mario Acqua, medico e chirurgo italiano († 1955)
- 26 aprile - Joseph Fuchs, violinista statunitense († 1997)
- 26 aprile - Karl Geiringer, musicologo, biografo e docente austriaco († 1989)
- 26 aprile - Vigor Lindberg, calciatore svedese († 1956)
- 26 aprile - Guinn Williams, attore statunitense († 1962)
- 27 aprile - Erik Aaes, scenografo danese († 1966)
- 27 aprile - Dudley Clarke, militare britannico († 1974)
- 27 aprile - Walter Lantz, fumettista e regista statunitense († 1994)
- 27 aprile - Adam McLean, calciatore scozzese († 1973)
- 28 aprile - Cesare Cerati, giornalista italiano († 1969)
- 28 aprile - Len Davies, calciatore e allenatore di calcio gallese († 1945)
- 28 aprile - Giuseppe Marini, ammiraglio italiano († 1969)
- 28 aprile - Salvatore Russo, politico italiano († 1980)
- 29 aprile - Duke Ellington, direttore d'orchestra, compositore e pianista statunitense († 1974)
- 29 aprile - Carlo Innocenzi, musicista e compositore italiano († 1962)
- 29 aprile - Arduino Miccinesi, militare italiano († 1920)
- 29 aprile - Gérard Philips, teologo belga († 1972)
- 29 aprile - Luigi Ragno, avvocato e politico italiano († 1984)
- 30 aprile - Fernando António, calciatore portoghese
- 30 aprile - Ottavio Barbieri, calciatore e allenatore di calcio italiano († 1949)
- 30 aprile - Vincent Gallagher, canottiere statunitense († 1983)
- 30 aprile - Lucie Mannheim, attrice tedesca († 1976)
- 30 aprile - Bart McGhee, calciatore statunitense († 1979)

## Maggio(98)
- 1º maggio - Giuseppe Aimi, calciatore italiano
- 1º maggio - Jón Leifs, compositore, pianista e direttore d'orchestra islandese († 1968)
- 2 maggio - Pasqualino Pasqualicchio, politico italiano († 1980)
- 2 maggio - Géza Takács, allenatore di calcio e calciatore ungherese († 1964)
- 3 maggio - Gordon Apps, aviatore inglese († 1931)
- 3 maggio - Giovanni Battista Bonino, chimico italiano († 1985)
- 3 maggio - Adele DeGarde, attrice statunitense († 1972)
- 3 maggio - Aline MacMahon, attrice statunitense († 1991)
- 3 maggio - Cyril Potter, educatore, insegnante e compositore guyanese († 1981)
- 3 maggio - Paulino Uzcudun, pugile spagnolo († 1985)
- 4 maggio - Giampietro Dore, giornalista italiano († 1974)
- 4 maggio - Fritz von Opel, ingegnere, aviatore e progettista tedesco († 1971)
- 5 maggio - Josef Havlíček, architetto ceco († 1961)
- 5 maggio - Cèlia Suñol i Pla, scrittrice spagnola († 1986)
- 5 maggio - Thomas Tharayil, vescovo cattolico indiano († 1975)
- 5 maggio - Nikolaj Nikolaevič Voronov, generale sovietico († 1968)
- 6 maggio - Hermann Gauch, militare tedesco († 1978)
- 6 maggio - Ermanno Vallazza, ciclista su strada italiano († 1978)
- 7 maggio - Teodoro Ciresola, latinista e poeta italiano († 1978)
- 8 maggio - Giuseppe Angelillo, militare italiano († 1939)
- 8 maggio - Jack Bland, suonatore di banjo e chitarrista statunitense († 1968)
- 8 maggio - Friedrich von Hayek, economista e sociologo austriaco († 1992)
- 8 maggio - James Hart Mitchell, aviatore inglese († 1921)
- 10 maggio - Fred Astaire, ballerino, attore e coreografo statunitense († 1987)
- 10 maggio - Chang Dai-chien, pittore cinese († 1983)
- 10 maggio - Karl Hartl, regista, sceneggiatore e produttore cinematografico austriaco († 1978)
- 10 maggio - Giorgio Piamonti, attore italiano († 1966)
- 10 maggio - Ernst Rüdiger Starhemberg, politico austriaco († 1956)
- 11 maggio - Leonida Bietti, calciatore italiano
- 11 maggio - Curt Courant, direttore della fotografia tedesco († 1968)
- 11 maggio - Josef von Maier, aviatore austro-ungarico († 1958)
- 11 maggio - Margarete Metzner, pattinatrice artistica su ghiaccio tedesca
- 11 maggio - Herbert Nebe, ciclista su strada tedesco († 1985)
- 11 maggio - Sára Salkaházi, religiosa ungherese († 1944)
- 12 maggio - Atilio Badalini, calciatore argentino († 1953)
- 12 maggio - Tommy Magee, calciatore inglese († 1974)
- 12 maggio - Ira S. Webb, produttore cinematografico, scenografo e sceneggiatore statunitense († 1971)
- 13 maggio - Francesco Chieco, avvocato e politico italiano († 1981)
- 13 maggio - Gino Menconi, politico e partigiano italiano († 1944)
- 14 maggio - Charlotte Auerbach, genetista e biologa tedesca († 1994)
- 14 maggio - Pierre Victor Auger, fisico francese († 1993)
- 14 maggio - Giovanni Battista Cesana, missionario e vescovo cattolico italiano († 1991)
- 14 maggio - Earle Combs, giocatore di baseball statunitense († 1976)
- 14 maggio - Salvatore Pennella, politico e ingegnere italiano
- 14 maggio - Giovanni Tosi, velocista e calciatore italiano († 1985)
- 15 maggio - Mario Fregonara, militare italiano († 1941)
- 15 maggio - William Hume-Rothery, chimico britannico († 1968)
- 15 maggio - Giuseppe Liuzzi, calciatore italiano († 1985)
- 16 maggio - Alfred Fabre-Luce, giornalista e scrittore francese († 1983)
- 16 maggio - Luigi Fenaroli, agronomo italiano († 1980)
- 16 maggio - Apel·les Fenosa, scultore spagnolo († 1988)
- 16 maggio - Takeichi Harada, tennista giapponese († 1978)
- 17 maggio - Anita Conti, esploratrice e fotografa francese († 1997)
- 17 maggio - Carmen de Icaza, scrittrice e giornalista spagnola († 1979)
- 18 maggio - Thomas Barth, mineralogista norvegese († 1971)
- 19 maggio - Pio Ferraris, calciatore italiano († 1957)
- 20 maggio - Aleksandr Aleksandrovič Dejneka, pittore, grafico e scultore sovietico († 1969)
- 20 maggio - Berthold Klinghofer, pittore rumeno († 1975)
- 20 maggio - Lydia Cabrera, scrittrice cubana († 1991)
- 21 maggio - Diomira Jacobini, attrice italiana († 1959)
- 21 maggio - Fawzi Maluf, poeta brasiliano († 1930)
- 21 maggio - Ralph Sanford, attore statunitense († 1963)
- 21 maggio - Jean Valin, calciatore lussemburghese († 1983)
- 22 maggio - Guido Luigi Bentivoglio, arcivescovo cattolico italiano († 1978)
- 22 maggio - Binnie Hale, attrice, cantante e ballerina inglese († 1984)
- 22 maggio - Erzsébet Korb, pittrice ungherese († 1925)
- 22 maggio - Alden Sanborn, canottiere statunitense († 1991)
- 23 maggio - Carlo Arnaudi, agronomo e politico italiano († 1970)
- 23 maggio - Jeralean Talley, supercentenaria statunitense († 2015)
- 24 maggio - Virginia Bourbon del Monte, nobile, socialite e mecenate italiana († 1945)
- 24 maggio - Giuseppe D'Avack, arcivescovo cattolico e scrittore italiano († 1979)
- 24 maggio - Ferruccio Hellmann, ingegnere e dirigente sportivo italiano († 1979)
- 24 maggio - Suzanne Lenglen, tennista francese († 1938)
- 24 maggio - Henri Michaux, scrittore, poeta e pittore belga († 1984)
- 25 maggio - Kazi Nazrul Islam, poeta, musicista e giornalista bangladese († 1976)
- 25 maggio - André Liminana, calciatore francese († 1947)
- 25 maggio - Giuseppe Sordini, musicista italiano († 1979)
- 26 maggio - Pieter Menten, criminale di guerra e imprenditore olandese († 1987)
- 26 maggio - Otto Eduard Neugebauer, matematico austriaco († 1990)
- 26 maggio - Rasmus Rasmussen, ginnasta danese († 1974)
- 27 maggio - Giuseppe Beati, militare e aviatore italiano († 1929)
- 27 maggio - Hans Brausewetter, attore tedesco († 1945)
- 27 maggio - Antonino Trizzino, giornalista e militare italiano († 1973)
- 27 maggio - Charles de Tolnay, storico dell'arte ungherese († 1981)
- 28 maggio - Francesco Bruno, giornalista, critico letterario e scrittore italiano († 1982)
- 28 maggio - Luigi Condorelli, cardiologo, patologo e biochimico italiano († 1985)
- 28 maggio - Nina Georgievna Kljueva, microbiologa sovietica († 1971)
- 28 maggio - Irena Krzywicka, scrittrice e traduttrice polacca († 1994)
- 28 maggio - Mario Mangini, commediografo, sceneggiatore e regista teatrale italiano († 1971)
- 28 maggio - Nicola Mosso, architetto italiano († 1986)
- 28 maggio - Raoul Verdini, disegnatore, illustratore e giornalista italiano († 1981)
- 30 maggio - Virgil Jacomini, canottiere statunitense († 1984)
- 30 maggio - Cornelia Otis Skinner, attrice e scrittrice statunitense († 1979)
- 30 maggio - Irving Thalberg, produttore cinematografico statunitense († 1936)
- 31 maggio - Madge Blake, attrice statunitense († 1969)
- 31 maggio - Rusty Lane, attore statunitense († 1986)
- 31 maggio - Leonid Maksimovič Leonov, scrittore, drammaturgo e politico russo († 1994)
- 31 maggio - Arrigo Paganelli, politico e dirigente sportivo italiano († 1980)

## Giugno(108)
- 1º giugno - Piero Bianconi, docente, scrittore e storico dell'arte svizzero († 1984)
- 1º giugno - Rino De Nobili Di Vezzano, diplomatico e politico italiano († 1947)
- 1º giugno - Werner Janssen, compositore statunitense († 1990)
- 1º giugno - Novello Papafava, scrittore italiano († 1973)
- 1º giugno - Dante Raineri, calciatore italiano
- 1º giugno - Edward Charles Titchmarsh, matematico britannico († 1963)
- 2 giugno - Lotte Reiniger, regista e animatrice tedesca († 1981)
- 2 giugno - Tonino Spazzoli, antifascista e partigiano italiano († 1944)
- 3 giugno - Georg von Békésy, neurofisiologo e biofisico ungherese († 1972)
- 3 giugno - Carlo Bersani, calciatore italiano († 1977)
- 3 giugno - Yves Gandon, scrittore francese († 1975)
- 3 giugno - Alan Le May, scrittore e sceneggiatore statunitense († 1964)
- 4 giugno - Manuel Basté, pallanuotista spagnolo († 1977)
- 4 giugno - Lane Chandler, attore statunitense († 1972)
- 4 giugno - Stringer Davis, attore britannico († 1973)
- 4 giugno - Eugenio Negri, calciatore italiano († 1976)
- 4 giugno - Ivo Protulipac, attivista, avvocato e medico croato († 1946)
- 6 giugno - Ugo Dosio, calciatore italiano
- 7 giugno - Elizabeth Bowen, scrittrice irlandese († 1973)
- 7 giugno - John Hawkes, tennista australiano († 1990)
- 8 giugno - Giuseppe Salvatore Candura, entomologo italiano († 1973)
- 8 giugno - Ernst-Robert Grawitz, medico, generale e criminale di guerra tedesco († 1945)
- 8 giugno - Anton Kress, calciatore tedesco († 1957)
- 9 giugno - Robert Sidney Cahn, chimico britannico († 1981)
- 10 giugno - Anita Berber, ballerina, attrice e scrittrice tedesca († 1928)
- 10 giugno - Stanislas Czaykowski, pilota automobilistico, militare e nobile polacco († 1933)
- 10 giugno - Alf Ross, filosofo danese († 1979)
- 11 giugno - Dante Guindani, ciclista su strada italiano († 1929)
- 11 giugno - Yasunari Kawabata, scrittore giapponese († 1972)
- 11 giugno - Raoul Salan, generale francese († 1984)
- 12 giugno - Anni Albers, designer tedesca († 1994)
- 12 giugno - Del Debbio, calciatore italiano († 1963)
- 12 giugno - Weegee, fotografo e fotoreporter statunitense († 1968)
- 12 giugno - Paride Formentini, economista italiano († 1976)
- 12 giugno - Fritz Albert Lipmann, biochimico tedesco († 1986)
- 12 giugno - Leopoldo Piccardi, politico italiano († 1974)
- 13 giugno - Aksel Bakunts, scrittore, traduttore e sceneggiatore armeno († 1937)
- 13 giugno - Teun Beijnen, canottiere olandese († 1949)
- 13 giugno - Carlos Chávez, compositore e direttore d'orchestra messicano († 1978)
- 13 giugno - Bertil Karlsson, calciatore svedese († 1976)
- 13 giugno - Larry Keating, attore statunitense († 1963)
- 14 giugno - Vasile Aftenie, vescovo cattolico rumeno († 1950)
- 14 giugno - Joseph Kish, scenografo statunitense († 1969)
- 14 giugno - Pan Yuliang, artista e pittrice cinese († 1977)
- 14 giugno - John Spellman, lottatore statunitense († 1966)
- 14 giugno - Otello Terzani, politico e rivoluzionario italiano († 1992)
- 15 giugno - Herman Hack, attore statunitense († 1967)
- 15 giugno - Massimo Quaglino, pittore e scultore italiano († 1982)
- 15 giugno - Titina Rota, costumista, scenografa e pittrice italiana († 1978)
- 16 giugno - William K. Howard, regista, sceneggiatore e produttore cinematografico statunitense († 1954)
- 16 giugno - Georgij Samojlovič Isserson, generale sovietico († 1976)
- 16 giugno - Bronislav Kaminskij, generale russo († 1944)
- 16 giugno - John Lawrence Sullivan, politico statunitense († 1982)
- 16 giugno - Helen Traubel, soprano statunitense († 1972)
- 17 giugno - Giuseppe Ippoliti, carabiniere italiano († 1974)
- 17 giugno - Fausto Pirandello, pittore italiano († 1975)
- 18 giugno - Giuseppe Lugo, tenore e attore italiano († 1980)
- 18 giugno - Anthony Strollo, mafioso statunitense
- 18 giugno - Eugene Vinaver, letterato russo († 1979)
- 19 giugno - Pat Ballard, compositore e paroliere statunitense († 1960)
- 19 giugno - Gino Colognesi, scultore e pittore italiano († 1972)
- 19 giugno - George Călinescu, critico letterario, storico e scrittore romeno († 1965)
- 19 giugno - György Piller-Jekelfalussy, schermidore ungherese († 1960)
- 19 giugno - Antonio dos Reis Carneiro, dirigente sportivo brasiliano († 1984)
- 20 giugno - Jean Moulin, militare e partigiano francese († 1943)
- 20 giugno - Milton Romney, giocatore di football americano statunitense († 1975)
- 21 giugno - Pierluigi Deodato, militare italiano († 1941)
- 21 giugno - Pavel Haas, compositore ceco († 1944)
- 21 giugno - Wolfgang Langenbeck, chimico tedesco († 1967)
- 21 giugno - Otto Müller, lottatore svizzero
- 22 giugno - Dorothy Devore, attrice e comica statunitense († 1976)
- 22 giugno - Richard Drew, giornalista e inventore statunitense († 1980)
- 22 giugno - Michał Kalecki, economista polacco († 1970)
- 22 giugno - Max Niederbacher, calciatore tedesco († 1979)
- 22 giugno - Renato Rossini, calciatore italiano
- 22 giugno - Haddon Sundblom, illustratore e pittore statunitense († 1976)
- 23 giugno - Amedeo Gordini, operaio italiano († 1979)
- 23 giugno - Gustav Krklec, scrittore, poeta e critico letterario croato († 1977)
- 23 giugno - Pietro Povero, calciatore italiano († 1967)
- 23 giugno - Paul-Otto Schmidt, funzionario tedesco († 1970)
- 23 giugno - Gerhard von Schwerin, generale tedesco († 1980)
- 24 giugno - Primo Danieli, calciatore italiano († 1964)
- 24 giugno - Bruce Marshall, scrittore britannico († 1987)
- 24 giugno - Madelon Székely-Lulofs, scrittrice e traduttrice olandese († 1958)
- 25 giugno - Giuseppe Antonino Biondo, ingegnere italiano († 1988)
- 25 giugno - Arturo Bresciani, ciclista su strada e pistard italiano († 1948)
- 25 giugno - Antonio De Miguel, calciatore argentino († 1976)
- 25 giugno - Lorenzo Giusso, filosofo italiano († 1957)
- 25 giugno - Karl Kühling, giornalista, scrittore e politico tedesco († 1985)
- 25 giugno - Margherita di Svezia, principessa svedese († 1977)
- 25 giugno - Remigio Milano, calciatore italiano († 1976)
- 25 giugno - Gabriele Mucchi, architetto e pittore italiano († 2002)
- 26 giugno - Virginio Bianchi, pittore italiano († 1970)
- 26 giugno - Giuseppe Carraro, vescovo cattolico italiano († 1980)
- 26 giugno - Piero Malvestiti, politico italiano († 1964)
- 26 giugno - Marija Nikolaevna Romanova, nobile e santa russa († 1918)
- 27 giugno - Paul Marion, giornalista francese († 1954)
- 27 giugno - Edmea Pirami, pediatra italiana († 1978)
- 27 giugno - Pierre Pucheu, imprenditore e politico francese († 1944)
- 27 giugno - Viktoria Savs, militare austriaca († 1979)
- 27 giugno - Juan Trippe, imprenditore statunitense († 1981)
- 27 giugno - Paolo Zappa, giornalista e scrittore italiano († 1957)
- 29 giugno - Marino Favati, calciatore italiano
- 29 giugno - Carlo Marelli, calciatore italiano
- 29 giugno - Carlyle Smith Beals, astronomo canadese († 1979)
- 30 giugno - Madge Bellamy, attrice statunitense († 1990)
- 30 giugno - František Tomášek, cardinale e arcivescovo cattolico ceco († 1992)
- 30 giugno - Albino Uggè, statistico italiano († 1971)

## Luglio(98)
- 1º luglio - Thomas A. Dorsey, pianista e compositore statunitense († 1993)
- 1º luglio - Charles Laughton, attore e regista britannico († 1962)
- 1º luglio - Kōnstantinos Tsatsos, politico greco († 1987)
- 2 luglio - Egon Terzetta, calciatore italiano († 1964)
- 3 luglio - Giorgio Chiavacci, schermidore italiano († 1969)
- 3 luglio - Ludwig Guttmann, neurologo e dirigente sportivo tedesco († 1980)
- 3 luglio - Peter Thomas McKeefry, cardinale neozelandese († 1973)
- 3 luglio - Urbain Wallet, calciatore francese († 1973)
- 4 luglio - Alfredo Lucchesi, calciatore italiano († 1984)
- 4 luglio - Herbert Lunde, calciatore norvegese († 1966)
- 4 luglio - Benjamin Péret, poeta francese († 1959)
- 4 luglio - Austin Warren, critico letterario statunitense († 1986)
- 5 luglio - Marcel Achard, scrittore e drammaturgo francese († 1974)
- 5 luglio - Marcel Arland, scrittore, saggista e critico letterario francese († 1986)
- 6 luglio - Mignon Good Eberhart, scrittrice statunitense († 1996)
- 6 luglio - Susannah Mushatt Jones, supercentenaria statunitense († 2016)
- 6 luglio - Folke Rogard, scacchista e avvocato svedese († 1973)
- 7 luglio - George Cukor, regista statunitense († 1983)
- 7 luglio - Jean-Albert Grégoire, imprenditore francese († 1992)
- 8 luglio - Gerald Basil Edwards, scrittore britannico († 1976)
- 8 luglio - Audrey Richards, antropologa britannica († 1984)
- 8 luglio - Emil Steffann, architetto tedesco († 1968)
- 9 luglio - Corso Pecori Giraldi, ammiraglio italiano († 1964)
- 10 luglio - André Souris, musicista belga († 1970)
- 10 luglio - Heiri Suter, ciclista su strada e pistard svizzero († 1978)
- 10 luglio - Hilmar Wäckerle, militare tedesco († 1941)
- 11 luglio - Frits Kuipers, calciatore olandese († 1943)
- 11 luglio - Elwyn Brooks White, scrittore statunitense († 1985)
- 12 luglio - Ernesto Bonino, calciatore italiano († 1984)
- 12 luglio - Edgar Nixon, attivista statunitense († 1987)
- 13 luglio - Valeria Blais, letterata italiana († 1999)
- 13 luglio - Ferruccio Bruni, mezzofondista italiano († 1971)
- 13 luglio - Maria Antonia d'Asburgo-Lorena, nobile († 1977)
- 13 luglio - Emanuele Zuccato, scrittore italiano († 1967)
- 14 luglio - Carlo Boiardi, vescovo cattolico italiano († 1970)
- 14 luglio - Martha Mansfield, attrice statunitense († 1923)
- 14 luglio - George Martin, calciatore e allenatore di calcio scozzese († 1972)
- 14 luglio - Salvatore Salvatori, educatore italiano († 1983)
- 15 luglio - Francesco Casartelli, calciatore e allenatore di calcio italiano († 1991)
- 15 luglio - Sean Lemass, politico irlandese († 1971)
- 15 luglio - Seth Plum, calciatore inglese († 1969)
- 16 luglio - Martin Haftmann, calciatore tedesco († 1961)
- 16 luglio - Orlando Lorenzelli, calciatore italiano
- 16 luglio - Vincenzo Mario Palmieri, medico e politico italiano († 1994)
- 17 luglio - Amilcare Bertozzi, imprenditore italiano († 1986)
- 17 luglio - James Cagney, attore e ballerino statunitense († 1986)
- 18 luglio - Cesare Cevenini, calciatore italiano († 1996)
- 18 luglio - Lucillo Merci, militare italiano († 1984)
- 18 luglio - Rex Norris, hockeista su prato indiano († 1980)
- 18 luglio - Felipe Pinglo Alva, compositore e chitarrista peruviano († 1936)
- 19 luglio - Paul de Groot, politico olandese († 1986)
- 20 luglio - Edgardo Baldi, limnologo italiano († 1951)
- 20 luglio - Celeste Bastianetto, avvocato e politico italiano († 1953)
- 20 luglio - Edmund Bergler, psicoanalista austriaco († 1962)
- 20 luglio - Tullio Cianetti, sindacalista e politico italiano († 1976)
- 20 luglio - Adolf Höschle, calciatore tedesco († 1969)
- 20 luglio - Paul Christoph Mangelsdorf, agronomo e botanico statunitense († 1989)
- 20 luglio - René Tirard, velocista francese († 1977)
- 20 luglio - Czesław Wycech, politico, insegnante e storico polacco († 1977)
- 21 luglio - Hart Crane, poeta statunitense († 1932)
- 21 luglio - Ernest Hemingway, scrittore e giornalista statunitense († 1961)
- 21 luglio - Karl Jiszda, calciatore austriaco († 1963)
- 21 luglio - Ralph Staub, regista, sceneggiatore e produttore cinematografico statunitense († 1969)
- 21 luglio - André Wille, calciatore svizzero († 1963)
- 22 luglio - Sobhuza II dello Swaziland, sovrano swazilandese († 1982)
- 22 luglio - Domingo Tejera, calciatore uruguaiano († 1969)
- 23 luglio - Nerio Bernardi, attore italiano († 1971)
- 23 luglio - Gustav Heinemann, politico tedesco († 1976)
- 23 luglio - Karl Manitius, medievista tedesco († 1979)
- 23 luglio - Ludwig Obersteiner, alpinista e avvocato austriaco († 1946)
- 23 luglio - Viola Savoy, attrice statunitense († 1987)
- 23 luglio - Henrik Sjögren, oculista svedese († 1986)
- 24 luglio - Chief Dan George, attore canadese († 1981)
- 24 luglio - Emil Tichay, calciatore cecoslovacco
- 25 luglio - Amable Audin, archeologo francese († 1990)
- 25 luglio - Jaime Chavín, calciatore argentino († 1971)
- 25 luglio - Cino Del Duca, imprenditore, editore e produttore cinematografico italiano († 1967)
- 25 luglio - Corliss Palmer, attrice statunitense († 1952)
- 25 luglio - Tove Tellback, attrice norvegese († 1986)
- 26 luglio - Francesco Colombo, militare e poliziotto italiano († 1945)
- 26 luglio - Hermann Gehri, lottatore svizzero († 1979)
- 26 luglio - Ernest Klein, rabbino, linguista e lessicografo rumeno († 1983)
- 27 luglio - Zhu Shilin, regista e sceneggiatore cinese († 1967)
- 28 luglio - Philippe Bonnardel, calciatore francese († 1953)
- 28 luglio - Massimo Caputo, giornalista italiano († 1968)
- 28 luglio - Alice Cocéa, attrice e cantante francese († 1970)
- 28 luglio - Frans De Haes, sollevatore belga († 1923)
- 28 luglio - Kurt Eimann, militare tedesco († 1980)
- 28 luglio - Wawrzyniec Staliński, calciatore polacco († 1985)
- 29 luglio - Orazio Bernardini, ammiraglio italiano († 1967)
- 29 luglio - Herbert Heinrich, nuotatore tedesco († 1975)
- 29 luglio - Emanuele Morselli, economista italiano († 1975)
- 29 luglio - Rosario Pi, regista, sceneggiatrice e produttrice cinematografica spagnola († 1967)
- 29 luglio - Andor Pigler, storico dell'arte ungherese († 1992)
- 30 luglio - Davide Lembo, giornalista e politico italiano
- 30 luglio - Gerald Moore, pianista inglese († 1987)
- 31 luglio - Oscar Nussio, pittore svizzero († 1976)
- 31 luglio - Giovanni Battista Piasentini, vescovo cattolico italiano († 1987)

## Agosto(130)
- 1º agosto - Jimmie Angel, aviatore e esploratore statunitense († 1956)
- 1º agosto - Salvatore Barberi, politico italiano († 1994)
- 1º agosto - Kamala Nehru, attivista indiana († 1936)
- 1º agosto - Vojtech Neményi, pallanuotista cecoslovacco († 1945)
- 1º agosto - William Steinberg, direttore d'orchestra tedesco († 1978)
- 2 agosto - Charles Bennett, sceneggiatore, regista e attore britannico († 1995)
- 2 agosto - Valentina e Zinaida Brumberg, regista sovietica († 1975)
- 2 agosto - John Joe Flood, calciatore irlandese († 1982)
- 2 agosto - Maxwell Fry, architetto britannico († 1987)
- 2 agosto - Ernesto Giménez Caballero, scrittore e politico spagnolo († 1988)
- 2 agosto - George Grube, politico e attivista canadese († 1982)
- 2 agosto - Otto Planetta, militare, attivista e politico austriaco († 1934)
- 2 agosto - Bill Roberts, animatore e regista statunitense († 1974)
- 2 agosto - Benedikt Szabolcsi, musicologo ungherese († 1973)
- 2 agosto - Fritz Tarp, calciatore danese († 1958)
- 2 agosto - Mario Untersteiner, grecista, filologo classico e storico della filosofia italiano († 1981)
- 3 agosto - Louis Chiron, pilota automobilistico monegasco († 1979)
- 3 agosto - Jean Cugnot, pistard francese († 1933)
- 3 agosto - William Harold Hutt, economista inglese († 1988)
- 3 agosto - Hans Kalb, calciatore tedesco († 1945)
- 3 agosto - Romolo Turra, calciatore italiano († 1942)
- 4 agosto - Harry Hardt, attore austriaco († 1980)
- 4 agosto - Roger Robert, ingegnere francese († 1956)
- 5 agosto - Mart Stam, architetto, urbanista e designer olandese († 1986)
- 6 agosto - Lillebil Ibsen, attrice norvegese († 1989)
- 7 agosto - Léon Brillouin, fisico francese († 1969)
- 7 agosto - Francesco Libonati, avvocato e politico italiano († 1971)
- 8 agosto - Viggo Jørgensen, calciatore danese († 1986)
- 8 agosto - Victor Young, compositore statunitense († 1956)
- 9 agosto - Gioacchino Angelo, compositore e direttore d'orchestra italiano († 1971)
- 9 agosto - Paul Kelly, attore statunitense († 1956)
- 9 agosto - Éliane de Meuse, pittrice belga († 1993)
- 9 agosto - Armand Salacrou, drammaturgo francese († 1989)
- 9 agosto - P. L. Travers, scrittrice australiana († 1996)
- 9 agosto - Ludolf Jakob von Alvensleben, militare tedesco († 1953)
- 10 agosto - Silvio Branzi, giornalista, critico d'arte e scrittore italiano († 1976)
- 11 agosto - Dario Cagno, partigiano e anarchico italiano († 1943)
- 11 agosto - Francesco Penta, ingegnere italiano († 1965)
- 11 agosto - Carlo Petrone, politico italiano († 1961)
- 11 agosto - Józef Słonecki, calciatore e allenatore di calcio polacco († 1970)
- 12 agosto - Peter Altmeier, politico tedesco († 1977)
- 12 agosto - Mattia Cerruti, calciatore italiano († 1981)
- 12 agosto - Sergej Romodanov, attore sovietico († 1975)
- 13 agosto - Alberto Cadlolo, militare italiano († 1918)
- 13 agosto - Alfred Hitchcock, regista e produttore cinematografico britannico († 1980)
- 14 agosto - Maria Luisa Astaldi, scrittrice, critico letterario e giornalista italiana († 1982)
- 14 agosto - Marie Epstein, regista, sceneggiatrice e attrice francese († 1995)
- 14 agosto - Eddie Phillips, attore statunitense († 1965)
- 14 agosto - Sante Pollastri, criminale e anarchico italiano († 1979)
- 14 agosto - Alma Reville, sceneggiatrice inglese († 1982)
- 14 agosto - J. Walter Ruben, sceneggiatore, regista e produttore cinematografico statunitense († 1942)
- 14 agosto - Fritz Schwarz, bobbista tedesco († 1961)
- 14 agosto - Ethelind Terry, attrice e cantante statunitense († 1984)
- 15 agosto - Claus Clausen, attore tedesco († 1989)
- 16 agosto - Loris Gizzi, attore italiano († 1986)
- 16 agosto - Wolfgang Krull, matematico tedesco († 1971)
- 16 agosto - Glenn Strange, attore statunitense († 1973)
- 16 agosto - Maria Wittek, militare e partigiana polacca († 1997)
- 17 agosto - Julius Bartels, geofisico tedesco († 1964)
- 17 agosto - Olinto Cremaschi, politico e partigiano italiano († 1974)
- 17 agosto - Janet Lewis, scrittrice e poetessa statunitense († 1998)
- 17 agosto - Clemente Morando, calciatore e allenatore di calcio italiano († 1972)
- 17 agosto - Ruth Schaumann, scrittrice, poetessa e scultrice tedesca († 1975)
- 18 agosto - Pietro Belluschi, architetto italiano († 1994)
- 18 agosto - Benedetto Majorana della Nicchiara, politico italiano († 1982)
- 19 agosto - Carlo Gero di Urach, principe tedesco († 1981)
- 19 agosto - Bojan Danovski, attore e regista bulgaro († 1976)
- 19 agosto - Yves Farge, giornalista e politico francese († 1953)
- 19 agosto - Charlie Hall, attore inglese († 1959)
- 19 agosto - Diana MacGill, attrice e cantante italiana († 1968)
- 19 agosto - Kenneth MacKenna, attore e regista statunitense († 1962)
- 19 agosto - Rodolfo Melani, calciatore italiano († 1980)
- 19 agosto - Colleen Moore, attrice e cantante statunitense († 1988)
- 19 agosto - Bradley Walker Tomlin, pittore statunitense († 1953)
- 20 agosto - Salomon Bochner, matematico polacco († 1982)
- 20 agosto - Charlotte Boyle, nuotatrice statunitense († 1990)
- 20 agosto - Alfonso Di Pasquale, pittore italiano († 1987)
- 20 agosto - Leszek Lubicz-Nycz, schermidore polacco († 1939)
- 20 agosto - Piero Martinella, calciatore italiano
- 20 agosto - Alfredo Ravenna, rabbino italiano († 1981)
- 21 agosto - Erich von Waldburg-Zeil, principe, imprenditore e editore tedesco († 1953)
- 22 agosto - José Gralha, calciatore portoghese († 1944)
- 22 agosto - Giustiniano Marucco, calciatore italiano († 1942)
- 22 agosto - Paul Vogel, direttore della fotografia statunitense († 1975)
- 23 agosto - George Erskine, generale britannico († 1965)
- 23 agosto - Connie Jeans, nuotatrice britannica († 1984)
- 23 agosto - Otto Reinwald, attore tedesco († 1968)
- 23 agosto - Emil Solleder, alpinista tedesco († 1931)
- 24 agosto - Giuseppe Amato, produttore cinematografico, attore e sceneggiatore italiano († 1964)
- 24 agosto - Jorge Luis Borges, scrittore, poeta e saggista argentino († 1986)
- 24 agosto - Kathryn Carver, attrice statunitense († 1947)
- 24 agosto - Albert Claude, medico belga († 1983)
- 24 agosto - Max Näther, militare e aviatore tedesco († 1919)
- 24 agosto - Francesco Olivucci, pittore e incisore italiano († 1985)
- 24 agosto - Luigi Sbano, avvocato, politico e giornalista italiano († 1955)
- 25 agosto - Mordecai Gorelik, scenografo russo († 1990)
- 25 agosto - Alf Hansen, calciatore norvegese († 1988)
- 25 agosto - Paul Herman Buck, storico statunitense († 1978)
- 25 agosto - Giacomo Olivieri, calciatore italiano
- 25 agosto - Adolf Rieger, lottatore tedesco († 1956)
- 25 agosto - Francesco Scarsella, geologo italiano († 1977)
- 25 agosto - Rufino Tamayo, pittore e incisore messicano († 1991)
- 26 agosto - Mario Puddu, generale italiano († 1980)
- 26 agosto - Francisco Vieira, calciatore portoghese
- 27 agosto - Cecil Scott Forester, scrittore e drammaturgo inglese († 1966)
- 27 agosto - Byron Foulger, attore statunitense († 1970)
- 27 agosto - Jean Nicoli, partigiano francese († 1943)
- 27 agosto - Eduardo Torroja, ingegnere spagnolo († 1961)
- 28 agosto - Charles Boyer, attore francese († 1978)
- 28 agosto - Chang Myon, politico e educatore sudcoreano († 1966)
- 28 agosto - Yehuda Chitrik, filosofo, mistico e scrittore russo († 2006)
- 28 agosto - James Wong Howe, direttore della fotografia cinese († 1976)
- 28 agosto - Karel Kužel, calciatore cecoslovacco († 1952)
- 28 agosto - Aleksandr Nikolaevič Nesmejanov, chimico e politico sovietico († 1980)
- 28 agosto - Johan Oxenstierna, pentatleta svedese († 1995)
- 28 agosto - Andrej Platonovič Platonov, scrittore sovietico († 1951)
- 28 agosto - Vittorio Suster, militare e aviatore italiano († 1941)
- 29 agosto - Sverre Eika, prete e calciatore norvegese († 1971)
- 29 agosto - Lyman Lemnitzer, generale statunitense († 1988)
- 29 agosto - Carlo Livraghi, vescovo cattolico italiano († 1975)
- 29 agosto - George Macready, attore statunitense († 1973)
- 29 agosto - Octave Mannoni, etnologo, psicoanalista e insegnante francese († 1989)
- 29 agosto - Giuseppe Zaffonato, arcivescovo cattolico italiano († 1988)
- 30 agosto - Ray Arcel, allenatore di pugilato statunitense († 1994)
- 30 agosto - Walter Cerrini, generale italiano († 1971)
- 30 agosto - George Marion Jr., sceneggiatore statunitense († 1968)
- 30 agosto - Giampietro Domenico Pellegrini, politico, economista e scrittore italiano († 1970)
- 31 agosto - Ramón Mutis, calciatore argentino († 1992)
- 31 agosto - Oreste Pieroni, politico italiano († 1976)
- 31 agosto - Nikolaos Ventouras, incisore greco († 1990)

## Settembre(115)
- 1º settembre - Richard Arlen, attore statunitense († 1976)
- 1º settembre - Renzo Bongiovanni Radice, pittore italiano († 1970)
- 2 settembre - Hans Jacob Nielsen, pugile danese († 1967)
- 2 settembre - Francesco Fausto Nitti, antifascista e partigiano italiano († 1974)
- 3 settembre - Erwin Bowien, pittore e poeta tedesco († 1972)
- 3 settembre - Maria Anna di Braganza, nobile portoghese († 1971)
- 3 settembre - Dumitru Hubert, bobbista e aviatore rumeno († 1934)
- 3 settembre - Alexandru Kozovits, calciatore rumeno
- 3 settembre - Bronislava Krištopavičienė, lituana († 1969)
- 3 settembre - Frank Macfarlane Burnet, immunologo australiano († 1985)
- 3 settembre - Carlo Perindani, pittore e incisore italiano († 1986)
- 4 settembre - Carlo Camerlenghi, politico italiano († 1982)
- 4 settembre - Ida Kamińska, attrice cinematografica polacca († 1980)
- 4 settembre - Karl Meyer, biochimico tedesco († 1990)
- 5 settembre - Humphrey Cobb, sceneggiatore e romanziere canadese († 1944)
- 5 settembre - Domenico D'Angelo, militare italiano († 1943)
- 5 settembre - Piet van der Velden, pallanuotista olandese († 1975)
- 6 settembre - Georg Leibbrandt, diplomatico tedesco († 1982)
- 7 settembre - Emilio de la Forest de Divonne, dirigente sportivo italiano († 1961)
- 7 settembre - Ferenc Kropacsek, calciatore ungherese († 1993)
- 7 settembre - Arnt Simensen, calciatore norvegese († 1947)
- 8 settembre - Hans Bjerrum, hockeista su prato danese († 1979)
- 8 settembre - Jerzy Dąbrowski, ingegnere polacco († 1967)
- 8 settembre - May McAvoy, attrice statunitense († 1984)
- 8 settembre - Giuseppe Rubini, calciatore italiano
- 8 settembre - Johann Rüth, vescovo cattolico tedesco († 1978)
- 8 settembre - Akiko Seki, soprano giapponese († 1973)
- 9 settembre - Brassaï, fotografo ungherese († 1984)
- 9 settembre - Neil Hamilton, attore statunitense († 1984)
- 9 settembre - Waite Hoyt, giocatore di baseball statunitense († 1984)
- 9 settembre - Marija Veniaminovna Judina, pianista sovietica († 1970)
- 9 settembre - Cyril McLaglen, attore britannico († 1987)
- 10 settembre - Vera Nemčinova, ballerina russa († 1984)
- 10 settembre - Ada Rossi, partigiana, antifascista e insegnante italiana († 1993)
- 10 settembre - Amleto Tondini, presbitero e latinista italiano († 1969)
- 10 settembre - Ercole Vampa, calciatore italiano († 1965)
- 11 settembre - Philipp Bouhler, politico e generale tedesco († 1945)
- 11 settembre - Jimmie Davis, cantautore, musicista e politico statunitense († 2000)
- 11 settembre - Gudmund Fredriksen, calciatore norvegese († 1976)
- 12 settembre - Ermanno Di Marsciano, politico e criminale italiano († 1984)
- 12 settembre - Sven Johnson, ginnasta svedese († 1986)
- 12 settembre - Fritz Löffler, storico dell'arte tedesco († 1988)
- 12 settembre - Roberto Ridolfi, storico italiano († 1991)
- 12 settembre - Francesco Rizzi, ingegnere e generale italiano († 1974)
- 13 settembre - Corneliu Zelea Codreanu, politico romeno († 1938)
- 13 settembre - Luigi Quagliata, architetto e urbanista italiano († 1991)
- 14 settembre - Alessandro Annoni, militare italiano († 1941)
- 14 settembre - Hugo Benioff, geofisico e inventore statunitense († 1968)
- 14 settembre - José María Cavallero, vescovo cattolico uruguaiano († 1963)
- 14 settembre - Josef Meisinger, militare e criminale di guerra tedesco († 1947)
- 14 settembre - Wolf Werner Graf von der Schulenburg, militare tedesco († 1944)
- 14 settembre - Hendrik van Gent, astronomo olandese († 1947)
- 15 settembre - Eugenio Allievi, calciatore italiano
- 15 settembre - Pierre Chantraine, linguista e grecista francese († 1974)
- 15 settembre - Pietro Fanti, militare italiano († 1943)
- 15 settembre - Remigio Paone, regista teatrale, produttore teatrale e direttore teatrale italiano († 1977)
- 15 settembre - Genesio Pioletti, allenatore di calcio e calciatore italiano († 1969)
- 15 settembre - Aytsemnik Urartu, scultrice armena († 1974)
- 16 settembre - Giuseppe Garneri, vescovo cattolico italiano († 1998)
- 16 settembre - Hans Swarowsky, direttore d'orchestra e insegnante austriaco († 1975)
- 16 settembre - Fredericus Henricus Maria van Straelen, ammiraglio olandese († 1987)
- 17 settembre - Leslie Goodwins, regista e sceneggiatore britannico († 1969)
- 17 settembre - Winnie Lightner, attrice e cantante statunitense († 1971)
- 17 settembre - Edith Roberts, attrice statunitense († 1935)
- 17 settembre - Artëm Vesëlyj, scrittore russo († 1939)
- 18 settembre - Carlos Botelho, pittore e illustratore portoghese († 1982)
- 18 settembre - Francesco Del Grosso, militare e pistard italiano († 1938)
- 19 settembre - Emil Belluš, architetto slovacco († 1979)
- 19 settembre - Ignazio Buttitta, poeta italiano († 1997)
- 19 settembre - Ricardo Cortez, attore e regista austriaco († 1977)
- 19 settembre - Maria Federici, politica, antifascista e partigiana italiana († 1984)
- 19 settembre - Michel Rasquin, politico e giornalista lussemburghese († 1958)
- 19 settembre - Domenico Serra, attore italiano († 1965)
- 20 settembre - Ghitta Carell, fotografa ungherese († 1972)
- 20 settembre - Salvatore Correnti, matematico italiano († 1948)
- 20 settembre - Hella Katz, fotografa austriaca († 1981)
- 20 settembre - Leo Strauss, filosofo tedesco († 1973)
- 21 settembre - Nikolaj Annenkov, attore sovietico († 1999)
- 21 settembre - Boris Arkad'ev, calciatore e allenatore di calcio sovietico († 1986)
- 21 settembre - Esna Boyd, tennista australiana († 1966)
- 21 settembre - Maurice Delvart, velocista francese († 1986)
- 21 settembre - Ettore Foschini, scacchista e compositore di scacchi italiano († 1968)
- 21 settembre - Andrija Hebrang, politico jugoslavo († 1949)
- 21 settembre - Takeshi Sakamoto, attore giapponese († 1974)
- 21 settembre - Juliusz Paweł Schauder, matematico polacco († 1943)
- 22 settembre - Vincenzo Colli, fondista italiano († 1961)
- 22 settembre - Veit Harlan, regista cinematografico e attore tedesco († 1964)
- 22 settembre - Vittorio Malpassuti, scrittore, poeta e giornalista italiano († 1944)
- 22 settembre - Corrado Tedeschi, editore italiano († 1972)
- 23 settembre - Thomas Campbell Clark, politico statunitense († 1977)
- 23 settembre - Max Henze, generale e poliziotto tedesco († 1951)
- 23 settembre - Louise Nevelson, scultrice ucraina († 1988)
- 24 settembre - William Dobell, scultore e pittore australiano († 1970)
- 24 settembre - Hansas Gecas, calciatore lituano
- 24 settembre - Giovanni Mariga, anarchico e partigiano italiano († 1979)
- 24 settembre - Stève Passeur, drammaturgo, sceneggiatore e giornalista francese († 1966)
- 25 settembre - Egil Jacobsen, calciatore norvegese († 1978)
- 25 settembre - Sándor Nemes, calciatore e allenatore di calcio ungherese († 1977)
- 26 settembre - Ludwik Gintel, calciatore polacco († 1973)
- 27 settembre - Luigi Picchi, organista e compositore italiano († 1970)
- 27 settembre - Gastone Pierini, sollevatore italiano († 1967)
- 27 settembre - Renzo Ricci, attore e regista teatrale italiano († 1978)
- 28 settembre - Achille Campanile, scrittore e drammaturgo italiano († 1977)
- 28 settembre - Miguel Contreras Torres, regista, sceneggiatore e produttore cinematografico messicano († 1981)
- 28 settembre - Bertil Lundman, antropologo e scrittore svedese († 1993)
- 29 settembre - László Bíró, giornalista e inventore ungherese († 1985)
- 29 settembre - Ferruccio Ghinaglia, attivista italiano († 1921)
- 29 settembre - Robert Gilbert, compositore e attore tedesco († 1978)
- 30 settembre - Alfonso Artiaco, politico italiano († 1956)
- 30 settembre - Donald Johnston, canottiere statunitense († 1984)
- 30 settembre - Hendrik Marsman, poeta olandese († 1940)
- 30 settembre - Willie Pease, calciatore inglese († 1955)
- 30 settembre - Giovanni Plazzer, canottiere italiano († 1983)
- 30 settembre - Henri Robert, profumiere francese († 1987)
- 30 settembre - Henri Willems, bobbista belga

## Ottobre(104)
- 1º ottobre - Lajos Bárdos, compositore e direttore di coro ungherese († 1986)
- 1º ottobre - Joseph Guillemot, mezzofondista francese († 1975)
- 2 ottobre - Mariano Majani, militare italiano († 1969)
- 2 ottobre - Edmund Clifton Stoner, fisico britannico († 1968)
- 3 ottobre - Adrien Arcand, giornalista e politico canadese († 1967)
- 3 ottobre - Giovanni Ardizzi, calciatore italiano
- 3 ottobre - Wart Arslan, storico dell'arte italiano († 1968)
- 3 ottobre - Gertrude Berg, attrice, sceneggiatrice e produttrice televisiva statunitense († 1966)
- 3 ottobre - Giovanni Maria Cornaggia Medici, avvocato e politico italiano († 1979)
- 3 ottobre - Cecil Fagan, nuotatore e pallanuotista irlandese († 1977)
- 3 ottobre - Louis Trolle Hjelmslev, linguista e glottologo danese († 1965)
- 3 ottobre - Rian James, sceneggiatore statunitense († 1953)
- 3 ottobre - Wim Volkers, allenatore di calcio e calciatore olandese († 1990)
- 4 ottobre - Franz Jonas, sindacalista, politico e esperantista austriaco († 1974)
- 4 ottobre - Kishan Singh di Bharatpur, indiano († 1929)
- 4 ottobre - Gabino Sosa, calciatore argentino († 1971)
- 5 ottobre - Georges Bidault, politico francese († 1983)
- 5 ottobre - Giorgio, duca del Meclemburgo, nobile tedesco († 1963)
- 5 ottobre - Hans Kinzl, geografo, esploratore e alpinista austriaco († 1979)
- 5 ottobre - Marcus Wallenberg, banchiere, velista e tennista svedese († 1982)
- 6 ottobre - Frank Coppola, mafioso italiano († 1982)
- 7 ottobre - Antonio Cifaldi, politico italiano († 1967)
- 7 ottobre - Antonia di Nassau-Weilburg, principessa lussemburghese († 1954)
- 7 ottobre - Øystein Ore, matematico norvegese († 1968)
- 8 ottobre - Giulio Coli, politico italiano († 1975)
- 8 ottobre - Dixie Compton, attrice statunitense († 1986)
- 8 ottobre - René Petit, calciatore e ingegnere francese († 1989)
- 9 ottobre - Bruce Catton, giornalista e storico statunitense († 1978)
- 9 ottobre - Alain Laubreaux, giornalista e scrittore francese († 1968)
- 9 ottobre - Giuseppe Sparzani, militare italiano († 1964)
- 9 ottobre - Giovanni Battista Stucchi, partigiano, politico e avvocato italiano († 1980)
- 9 ottobre - Arthur Studenroth, mezzofondista statunitense († 1992)
- 9 ottobre - Karel Čipera, calciatore cecoslovacco († 1981)
- 10 ottobre - Brian Norton, tennista sudafricano († 1956)
- 10 ottobre - Sándor Peics, calciatore e allenatore di calcio ungherese († 1965)
- 10 ottobre - Wilhelm Röpke, economista tedesco († 1966)
- 11 ottobre - Alfredo Carzino, partigiano e calciatore italiano († 1944)
- 11 ottobre - Gaetano Invernizzi, politico, partigiano e sindacalista italiano († 1959)
- 11 ottobre - Olivier Marcel Maradan, vescovo cattolico e missionario svizzero († 1975)
- 11 ottobre - Fortunato Misiano, produttore cinematografico italiano († 1976)
- 11 ottobre - Giulio Stella, fisiologo italiano († 1978)
- 12 ottobre - Il'ja L'vovič Sel'vinskij, poeta sovietico († 1968)
- 12 ottobre - Joaquín Sáenz y Arriaga, presbitero, teologo e scrittore messicano († 1976)
- 13 ottobre - Piero Dusio, imprenditore, calciatore e dirigente sportivo italiano († 1975)
- 13 ottobre - Vittorio Pisani, illustratore e pittore italiano († 1974)
- 13 ottobre - Aleksej Aleksandrovič Surkov, poeta, critico letterario e politico sovietico († 1983)
- 13 ottobre - Willo Welzenbach, alpinista tedesco († 1934)
- 14 ottobre - A. Arnold Gillespie, scenografo e effettista statunitense († 1978)
- 14 ottobre - Alan Washbond, bobbista statunitense († 1965)
- 15 ottobre - Adolf Brudes, pilota automobilistico tedesco († 1986)
- 15 ottobre - Boughéra El Ouafi, maratoneta francese († 1959)
- 15 ottobre - Samuel G. Fuqua, ammiraglio statunitense († 1987)
- 15 ottobre - Gustavo Zacchi, calciatore italiano († 1951)
- 16 ottobre - Piero Bossola, calciatore italiano († 1956)
- 16 ottobre - Giuseppe Calasso, politico e sindacalista italiano († 1983)
- 16 ottobre - Peter Godfrey, attore e regista britannico († 1970)
- 16 ottobre - Jens Lambæk, ginnasta danese († 1985)
- 16 ottobre - Alexis Macar, ciclista su strada belga († 1975)
- 16 ottobre - Ernesto Savio, partigiano italiano († 1945)
- 17 ottobre - Enrico Endrich, politico e avvocato italiano († 1985)
- 18 ottobre - Franco Anelli, naturalista, geologo e speleologo italiano († 1977)
- 18 ottobre - Yale Boss, attore statunitense († 1977)
- 18 ottobre - Giulio Casiraghi, partigiano italiano († 1944)
- 18 ottobre - Yaakov Dori, generale israeliano († 1973)
- 19 ottobre - Miguel Ángel Asturias, scrittore, poeta e drammaturgo guatemalteco († 1974)
- 19 ottobre - Consuelo N. Bailey, politica e avvocatessa statunitense († 1976)
- 19 ottobre - Giovanni Fausti, gesuita e missionario italiano († 1946)
- 19 ottobre - Marino Leidi, dirigente sportivo e calciatore italiano
- 19 ottobre - Michele Schirru, anarchico italiano († 1931)
- 19 ottobre - Erich Übelacker, ingegnere tedesco († 1977)
- 20 ottobre - Evelyn Brent, attrice statunitense († 1975)
- 20 ottobre - Poul Graae, calciatore danese († 1976)
- 20 ottobre - Harriet Hammond, attrice statunitense († 1991)
- 20 ottobre - Robin Reed, lottatore statunitense († 1978)
- 21 ottobre - Grigorij L'vovič Rošal', regista sovietico († 1983)
- 21 ottobre - Karel Severin, calciatore cecoslovacco
- 22 ottobre - Nikolaj Ivanovič Bogoljubov, attore sovietico († 1980)
- 22 ottobre - Arrigo Cajumi, giornalista, scrittore e critico letterario italiano († 1955)
- 23 ottobre - Helena Cambridge, nobile britannica († 1969)
- 23 ottobre - Filipp Sergeevič Oktjabr'skij, ammiraglio sovietico († 1969)
- 23 ottobre - Otello Putinati, politico, antifascista e sindacalista italiano († 1952)
- 23 ottobre - Pedro María Ramírez Ramos, presbitero colombiano († 1948)
- 24 ottobre - Ferhat Abbas, politico algerino († 1985)
- 24 ottobre - Paul Wagner, attore tedesco († 1970)
- 25 ottobre - Attilio Marcora, calciatore italiano († 1979)
- 25 ottobre - Armand Thirard, direttore della fotografia francese († 1973)
- 26 ottobre - Aristide Cavallini, ciclista su strada italiano († 1973)
- 26 ottobre - Emilio Grazioli, militare e prefetto italiano († 1969)
- 26 ottobre - Lilli Henoch, pesista, discobola e insegnante tedesca († 1942)
- 26 ottobre - Judy Johnson, giocatore di baseball statunitense († 1989)
- 27 ottobre - Michail Žarov, regista cinematografico e attore sovietico († 1981)
- 28 ottobre - Ruth Becker, statunitense († 1990)
- 28 ottobre - Tarcisio Vincenzo Benedetti, vescovo cattolico italiano († 1972)
- 28 ottobre - Tom Lieb, discobolo statunitense († 1962)
- 29 ottobre - Ferdinando Guercilena, missionario e vescovo cattolico italiano († 1973)
- 29 ottobre - Teresa Recchia, politica, sindacalista e rivoluzionaria italiana († 1935)
- 29 ottobre - Akim Tamiroff, attore armeno († 1972)
- 29 ottobre - Genevieve Tobin, attrice statunitense († 1995)
- 30 ottobre - Georges Capdeville, arbitro di calcio francese († 1991)
- 30 ottobre - Nadežda Jakovlevna Mandel'štam, scrittrice sovietica († 1980)
- 30 ottobre - Luigi Piccinato, architetto, urbanista e politico italiano († 1983)
- 30 ottobre - Ernst Herman van Rappard, politico e militare olandese († 1953)
- 30 ottobre - Gerardo Zaccardo, generale italiano († 1996)
- 31 ottobre - Michail Iosifovič Dubson, regista cinematografico sovietico († 1961)

## Novembre(132)
- 1º novembre - John Farquhar Fulton, neurofisiologo e biografo statunitense († 1960)
- 2 novembre - Orlando Amêndola, nuotatore, pallanuotista e canottiere brasiliano († 1974)
- 2 novembre - Peter Aufschnaiter, alpinista e agronomo austriaco († 1973)
- 2 novembre - Antonio Fayenz, calciatore italiano († 1980)
- 2 novembre - Edgar du Perron, scrittore olandese († 1940)
- 2 novembre - Walter Woolf King, attore e cantante statunitense († 1984)
- 3 novembre - William Andrewes, ammiraglio inglese († 1974)
- 3 novembre - Ernfrid Malmgren, insegnante e esperantista svedese († 1970)
- 3 novembre - Neno Mori, pittore italiano († 1968)
- 3 novembre - Gastone Rossi Doria, musicologo e compositore italiano († 1958)
- 3 novembre - Julien Vervaecke, ciclista su strada belga († 1940)
- 3 novembre - Gleb Wataghin, fisico russo († 1986)
- 4 novembre - Treg Brown, montatore statunitense († 1984)
- 4 novembre - Blandine Ebinger, attrice e cantante tedesca († 1993)
- 4 novembre - Nicolas Frantz, ciclista su strada lussemburghese († 1985)
- 4 novembre - Paul Nicolas, calciatore e allenatore di calcio francese († 1959)
- 4 novembre - Ivan Konstantinovič Pravov, regista cinematografico sovietico († 1971)
- 4 novembre - Bernhard Rogge, ammiraglio tedesco († 1982)
- 5 novembre - Gabriele Amico Valenti, avvocato e politico italiano († 1957)
- 5 novembre - Forrest Lewis, attore statunitense († 1977)
- 5 novembre - Sándor Radó, cartografo, antifascista e agente segreto ungherese († 1981)
- 5 novembre - Giuseppe Valenti, militare e carabiniere italiano († 1937)
- 6 novembre - Francis Lederer, attore statunitense († 2000)
- 7 novembre - Carmela Adani, scultrice italiana († 1965)
- 7 novembre - Virginia Bradford, attrice statunitense († 1995)
- 7 novembre - Antonio D'Arliano, pittore, scenografo e scultore italiano († 1992)
- 7 novembre - Kazimierz Laskowski, schermidore polacco († 1961)
- 7 novembre - Daisuke Namba, attivista giapponese († 1924)
- 8 novembre - Pietro Giunti, politico italiano († 1969)
- 8 novembre - Rachel Holzer, attrice e regista teatrale australiana († 1998)
- 8 novembre - John Lindgren, fondista svedese († 1990)
- 8 novembre - Giovanni Battista Rebuffo, calciatore e allenatore di calcio italiano († 1966)
- 8 novembre - Rudolf Stanzel, allenatore di calcio austriaco († 1953)
- 9 novembre - Mezz Mezzrow, clarinettista, sassofonista e direttore d'orchestra statunitense († 1972)
- 9 novembre - Mario Nerbini, editore italiano († 1987)
- 9 novembre - Nicolas Rashevsky, matematico russo († 1972)
- 9 novembre - Winifred Westover, attrice statunitense († 1978)
- 10 novembre - Pietro Caruso, militare e funzionario italiano († 1944)
- 10 novembre - Maurice Depaepe, calciatore francese († 1976)
- 10 novembre - Greta Knutson, pittrice, scrittrice e poetessa svedese († 1983)
- 11 novembre - Marcelle Auclair, giornalista e scrittrice francese († 1983)
- 11 novembre - Giuseppe Marazzita, politico italiano († 1977)
- 11 novembre - Pat O'Brien, attore statunitense († 1983)
- 12 novembre - Sverre Hansen, lunghista norvegese († 1991)
- 12 novembre - Henriette Lannes, mistica e scrittrice francese († 1980)
- 13 novembre - Martin Bodmer, collezionista d'arte e filantropo svizzero († 1971)
- 13 novembre - Vera Caspary, scrittrice, sceneggiatrice e commediografa statunitense († 1987)
- 13 novembre - Karl Ehrenbolger, calciatore svizzero
- 13 novembre - Imre Hermann, psicoanalista ungherese († 1984)
- 13 novembre - Howard Hill, arciere statunitense († 1975)
- 13 novembre - Huang Xianfan, storico, etnologo e antropologo cinese († 1982)
- 13 novembre - Herold Jansson, ginnasta danese († 1965)
- 13 novembre - Giovanni Lipella, militare italiano († 1918)
- 13 novembre - Iskander Mirza, politico e militare pakistano († 1969)
- 13 novembre - Evelyn Nelson, attrice statunitense († 1923)
- 14 novembre - Guido Pincheri, politico e antifascista italiano († 1979)
- 14 novembre - Giovanni Trentarossi, ciclista su strada italiano († 1977)
- 15 novembre - Galliano Gervasi, politico, partigiano e sindacalista italiano († 1970)
- 15 novembre - Johanna Elisabeth Meyer, fotografa e giornalista norvegese († 1968)
- 15 novembre - Auguste Pelsmaeker, allenatore di calcio e calciatore belga († 1976)
- 15 novembre - Dario Vitali, militare italiano († 1955)
- 16 novembre - Sherman Clark, canottiere statunitense († 1980)
- 16 novembre - Antonio Giannangeli, sindacalista, anarchico e antifascista italiano († 1933)
- 16 novembre - John Harkrider, scenografo e costumista statunitense († 1982)
- 16 novembre - Carlo Rosselli, antifascista, giornalista e filosofo italiano († 1937)
- 16 novembre - Lamberti Sorrentino, giornalista, rivoluzionario e critico letterario italiano († 1993)
- 16 novembre - Samuel Spewack, drammaturgo, librettista e sceneggiatore russo († 1971)
- 16 novembre - Mihail Séspel', poeta e scrittore russo († 1922)
- 17 novembre - Clotario Blest, sindacalista cileno († 1990)
- 17 novembre - Richard Linsert, psicologo e sessuologo tedesco († 1933)
- 17 novembre - Edna Murphy, attrice statunitense († 1974)
- 17 novembre - Benedetto Pasquini, avvocato, politico e imprenditore italiano († 1967)
- 17 novembre - Toscha Seidel, violinista statunitense († 1962)
- 17 novembre - Douglas Shearer, effettista canadese († 1971)
- 17 novembre - Roger Vitrac, commediografo francese († 1952)
- 17 novembre - Friedrich Vordemberge-Gildewart, pittore tedesco († 1962)
- 18 novembre - Barbara Giuranna, compositrice italiana († 1998)
- 18 novembre - Fritz Kaftanski, inventore e imprenditore francese († 1988)
- 18 novembre - Li Lisan, politico, sindacalista e militare cinese († 1967)
- 18 novembre - Eugene Ormandy, direttore d'orchestra e violinista ungherese († 1985)
- 19 novembre - Andrija Artuković, politico e avvocato croato († 1988)
- 19 novembre - Luigi Cortese, compositore italiano († 1976)
- 19 novembre - Jean Manse, sceneggiatore e paroliere francese († 1967)
- 19 novembre - Ferenc Plemich, calciatore e allenatore di calcio ungherese († 1989)
- 19 novembre - Allen Tate, poeta e critico letterario statunitense († 1979)
- 20 novembre - Alice Kotowska, religiosa polacca († 1939)
- 21 novembre - Bennie Borgmann, cestista, giocatore di baseball e allenatore di pallacanestro statunitense († 1978)
- 21 novembre - Lidia Franchetti, artista russa († 1980)
- 21 novembre - Salvatore Frascino, critico letterario e educatore italiano († 1969)
- 21 novembre - Jobyna Ralston, attrice statunitense († 1967)
- 21 novembre - Ettore Zapparoli, alpinista italiano († 1951)
- 22 novembre - Erberto Carboni, architetto, designer e pubblicitario italiano († 1984)
- 22 novembre - Hoagy Carmichael, compositore, pianista e cantante statunitense († 1981)
- 22 novembre - Gualtiero De Angelis, attore e doppiatore italiano († 1980)
- 22 novembre - Wessel Freytag von Loringhoven, militare tedesco († 1944)
- 23 novembre - Béla Balassa, calciatore ungherese
- 23 novembre - Mestre Bimba, artista marziale brasiliano († 1974)
- 23 novembre - Marcel Dalio, attore francese († 1983)
- 23 novembre - Mario Orazio Perelli, anarchico e partigiano italiano († 1981)
- 24 novembre - Norbert Schiller, attore e regista austriaco († 1988)
- 24 novembre - Soraya Tarzi, afghana († 1968)
- 24 novembre - Wen Yiduo, scrittore e poeta cinese († 1946)
- 25 novembre - W. R. Burnett, scrittore e sceneggiatore statunitense († 1982)
- 25 novembre - Giuseppe Della Valle, calciatore italiano († 1975)
- 25 novembre - Hans Goldmann, medico ceco († 1991)
- 25 novembre - Poul Jensen, calciatore danese († 1991)
- 25 novembre - Selwyn Jepson, scrittore, sceneggiatore e regista inglese († 1989)
- 25 novembre - Väinö Kokkinen, lottatore finlandese († 1967)
- 25 novembre - Ethan Laidlaw, attore statunitense († 1963)
- 25 novembre - Ann May, attrice statunitense († 1985)
- 25 novembre - Gioacchino Muccin, vescovo cattolico italiano († 1991)
- 25 novembre - Almerigo Recchia, calciatore italiano
- 25 novembre - Vera Reynolds, attrice statunitense († 1962)
- 25 novembre - Maurice Rose, generale statunitense († 1945)
- 25 novembre - Jimmy Trotter, allenatore di calcio e calciatore inglese († 1984)
- 25 novembre - Gérard de Balorre, cavaliere francese († 1974)
- 26 novembre - Giacomo De Palma, avvocato e politico italiano († 1976)
- 26 novembre - Bruno Hauptmann, criminale tedesco († 1936)
- 27 novembre - Ugo Bartolomei, militare italiano († 1918)
- 27 novembre - Arturo Duque Villegas, arcivescovo cattolico colombiano († 1977)
- 27 novembre - John Norton, pallanuotista statunitense († 1987)
- 27 novembre - Clarence Oldfield, velocista sudafricano († 1981)
- 28 novembre - Fernand Desonay, linguista belga († 1973)
- 28 novembre - Semën Krivošein, generale sovietico († 1978)
- 28 novembre - Frances Amelia Yates, storica, insegnante e saggista britannica († 1981)
- 29 novembre - Hanns-Erich Kaminski, giornalista e scrittore tedesco († 1963)
- 29 novembre - Andrija Kujundžić, calciatore jugoslavo († 1970)
- 29 novembre - Emma Morano, supercentenaria italiana († 2017)
- 29 novembre - Joan Oliver i Sallarès, poeta, drammaturgo e giornalista spagnolo († 1986)
- 29 novembre - Gustave Reese, musicologo e docente statunitense († 1977)
- 30 novembre - Andrej Grigor'evič Kravčenko, generale sovietico († 1963)
- 30 novembre - Hans Krása, compositore ceco († 1944)

## Dicembre(114)
- 1º dicembre - Eileen Agar, pittrice e fotografa britannica († 1991)
- 1º dicembre - Tommy Lucchese, mafioso italiano († 1967)
- 1º dicembre - Zvee Scooler, attore ucraino († 1985)
- 1º dicembre - Tom Shirley, attore statunitense († 1962)
- 2 dicembre - Tullio d'Albisola, ceramista, scultore e editore italiano († 1971)
- 2 dicembre - John Barbirolli, direttore d'orchestra britannico († 1970)
- 2 dicembre - John Cobb, pilota automobilistico britannico († 1952)
- 2 dicembre - Giuseppe Quattrone, politico italiano († 1973)
- 3 dicembre - Hayato Ikeda, politico giapponese († 1965)
- 3 dicembre - Howard Kinsey, tennista statunitense († 1966)
- 3 dicembre - Beniamino Montesano, militare italiano († 1973)
- 3 dicembre - Marie Mosquini, attrice statunitense († 1983)
- 3 dicembre - John Payne, calciatore inglese († 1942)
- 3 dicembre - Conolly Abel Smith, ammiraglio inglese († 1985)
- 4 dicembre - Tom Farquharson, calciatore irlandese († 1970)
- 4 dicembre - Josep Granyer, scultore spagnolo († 1983)
- 4 dicembre - Karl-Günther Heimsoth, medico, astrologo e politico tedesco († 1934)
- 4 dicembre - Elfriede Lohse-Wächtler, pittrice tedesca († 1940)
- 4 dicembre - Gabriele Pepe, storico italiano († 1971)
- 5 dicembre - Kol Bibë Mirakaj, insegnante e politico albanese († 1968)
- 5 dicembre - Giovanni Demaria, economista italiano († 1998)
- 5 dicembre - Luigi di Borbone-Parma, principe († 1967)
- 6 dicembre - Nikolaj Petrovič Batalov, attore russo († 1937)
- 6 dicembre - Carlo Balić, religioso, teologo e francescano croato († 1977)
- 6 dicembre - Jocko Conlan, giocatore di baseball e arbitro di baseball statunitense († 1989)
- 6 dicembre - Giuseppe Imbò, geofisico, sismologo e vulcanologo italiano († 1980)
- 6 dicembre - Sam Newfield, regista statunitense († 1964)
- 6 dicembre - Naum Isaakovič Ėjtingon, agente segreto e militare sovietico († 1981)
- 7 dicembre - Marcella Albani, attrice e produttrice cinematografica italiana († 1959)
- 8 dicembre - Fernand Arnout, sollevatore francese († 1974)
- 8 dicembre - Giuseppe Berti, politico, docente e antifascista italiano († 1979)
- 8 dicembre - John Qualen, attore canadese († 1987)
- 9 dicembre - Jean de Brunhoff, scrittore, pittore e illustratore francese († 1937)
- 9 dicembre - Howard Freeman, attore statunitense († 1967)
- 9 dicembre - Settimio Sorani, antifascista italiano († 1982)
- 9 dicembre - Frank Wisbar, regista e sceneggiatore tedesco († 1967)
- 10 dicembre - Desiderio Fajardo, calciatore spagnolo († 1984)
- 10 dicembre - Mieczysław Mümler, aviatore e militare polacco († 1985)
- 11 dicembre - Julio De Caro, compositore, musicista e direttore d'orchestra argentino († 1980)
- 11 dicembre - Edward Toms, velocista britannico († 1971)
- 11 dicembre - Yang Xiaozhong, regista cinese († 1969)
- 12 dicembre - Rosette Anday, mezzosoprano ungherese († 1977)
- 12 dicembre - Floyd Crosby, direttore della fotografia statunitense († 1985)
- 12 dicembre - Madeline Hurlock, attrice statunitense († 1989)
- 12 dicembre - Charlie Jones, calciatore e allenatore di calcio gallese († 1966)
- 12 dicembre - Alberto Segre, antifascista e imprenditore italiano († 1944)
- 12 dicembre - Aubertin Walter Sothern Mallaby, militare britannico († 1945)
- 13 dicembre - George Bellew, ufficiale irlandese († 1993)
- 13 dicembre - Felice Costa, calciatore italiano († 1951)
- 14 dicembre - Mario Carelli, politico italiano († 1992)
- 14 dicembre - Bohumil Mořkovský, ginnasta cecoslovacco († 1928)
- 14 dicembre - Achille Salerni, avvocato e politico italiano († 1997)
- 14 dicembre - Renato Sáinz, calciatore boliviano († 1982)
- 15 dicembre - Harold Abrahams, velocista, lunghista e giornalista britannico († 1978)
- 15 dicembre - Lorne Carr-Harris, hockeista su ghiaccio britannico († 1981)
- 15 dicembre - Egidio Chiecchi, allenatore di calcio e calciatore italiano († 1986)
- 15 dicembre - Gabriel El-Registan, poeta sovietico († 1945)
- 15 dicembre - Eusebia Palomino Yenes, religiosa spagnola († 1935)
- 16 dicembre - Jacob Bang, designer danese († 1965)
- 16 dicembre - Oľga Borodáčová, attrice slovacca († 1986)
- 16 dicembre - Arnold Büscher, militare tedesco († 1949)
- 16 dicembre - Noël Coward, commediografo, attore e regista britannico († 1973)
- 16 dicembre - Hans Korte, militare tedesco († 1990)
- 16 dicembre - Sergio Solmi, critico letterario, poeta e avvocato italiano († 1981)
- 16 dicembre - Aleksander Zawadzki, militare e politico polacco († 1964)
- 17 dicembre - Walter Crickmer, allenatore di calcio e dirigente sportivo inglese († 1958)
- 17 dicembre - Emilia Cardona, giornalista e scrittrice italiana († 1977)
- 18 dicembre - Karl Abt, pittore tedesco († 1985)
- 18 dicembre - Eugène Canseliet, scrittore e alchimista francese († 1982)
- 18 dicembre - Antonio Ligabue, pittore e scultore italiano († 1965)
- 18 dicembre - Peter Wessel Zapffe, scrittore e filosofo norvegese († 1990)
- 19 dicembre - Jaroslav Cháňa, calciatore cecoslovacco († 2000)
- 19 dicembre - Tony Hinkle, allenatore di pallacanestro, allenatore di football americano e allenatore di baseball statunitense († 1992)
- 20 dicembre - Koos van der Kaay, scultore olandese († 1976)
- 20 dicembre - Finn Rønne, esploratore e navigatore norvegese († 1980)
- 20 dicembre - John Sparkman, politico, avvocato e giurista statunitense († 1985)
- 21 dicembre - Evgenija Jakovlevna Bugoslavskaja, astronoma sovietica († 1960)
- 21 dicembre - Gilbert Colgate, Jr., bobbista statunitense († 1965)
- 21 dicembre - Giuseppe Damonte, militare e aviatore italiano († 1931)
- 21 dicembre - Lamberto Fruttini, militare e aviatore italiano († 1938)
- 21 dicembre - Fabio Tombari, scrittore italiano († 1989)
- 22 dicembre - Gustaf Gründgens, attore e regista tedesco († 1963)
- 22 dicembre - Cesare Meano, poeta, scrittore e regista italiano († 1957)
- 23 dicembre - Aldo Capitini, filosofo, politico e antifascista italiano († 1968)
- 23 dicembre - Richard Schweizer, sceneggiatore svizzero († 1965)
- 24 dicembre - Franz Xaver Dorsch, ingegnere tedesco († 1986)
- 24 dicembre - Giovanni Battista Pera, politico italiano († 1950)
- 24 dicembre - Carl Troll, geografo e botanico tedesco († 1975)
- 25 dicembre - Humphrey Bogart, attore statunitense († 1957)
- 25 dicembre - Giorgio Marzola, politico italiano († 1963)
- 25 dicembre - Oscar Polk, attore statunitense († 1949)
- 26 dicembre - Udham Singh, rivoluzionario indiano († 1940)
- 26 dicembre - Con Colleano, circense australiano († 1973)
- 26 dicembre - Ivan Zjatyk, presbitero ucraino († 1952)
- 27 dicembre - Maria Ales, matematica italiana
- 27 dicembre - Evgenij Veniaminovič Červjakov, attore e regista cinematografico russo († 1942)
- 28 dicembre - Miroslav Feldman, drammaturgo e poeta croato († 1976)
- 28 dicembre - Gino Jacoponi, calciatore italiano († 1972)
- 28 dicembre - Edgar Neville, regista, scrittore e pittore spagnolo († 1967)
- 29 dicembre - Vera Fëdorovna Gaze, astronoma sovietica († 1954)
- 29 dicembre - Władysław Krupa, calciatore polacco († 1969)
- 29 dicembre - Nie Rongzhen, generale e politico cinese († 1992)
- 30 dicembre - Émile Albrecht, canottiere svizzero († 1927)
- 30 dicembre - Gustav Diessl, attore austriaco († 1948)
- 30 dicembre - Helge Ingstad, esploratore, avvocato e politico norvegese († 2001)
- 30 dicembre - José María López Lledín, avventuriero spagnolo († 1985)
- 31 dicembre - Felicita Ferrero, giornalista e antifascista italiana († 1984)
- 31 dicembre - Gaston Glass, attore e produttore cinematografico francese († 1965)
- 31 dicembre - Adolf Grimme, politico tedesco († 1963)
- 31 dicembre - Ricardo Ornelas, giornalista, calciatore e allenatore di calcio portoghese († 1967)
- 31 dicembre - Silvestre Revueltas, compositore, direttore d'orchestra e violinista messicano († 1940)
- 31 dicembre - Margarete Schlegel, attrice e cantante tedesca († 1987)
- 31 dicembre - George Schroth, pallanuotista statunitense († 1989)
- 31 dicembre - Jean-Pierre Weber, calciatore lussemburghese († 1967)

## Senza giorno specificato(107)
- Léonie Adams, poetessa statunitense († 1988)
- Tarzan di Magnesia, ambientalista turco († 1963)
- Iride Altara, artista italiana († 1981)
- Sepp Angerer, imprenditore tedesco († 1961)
- Stephen Armone, mafioso italiano († 1960)
- Mansi Barberis, compositrice e musicista rumena († 1986)
- Hugo Constantin Bartels, architetto tedesco († 1956)
- Enrico Bassano, commediografo, critico teatrale e giornalista italiano († 1979)
- Dante Baviera, calciatore italiano
- Giovanni Becciolini, antifascista italiano († 1925)
- Ubaldo Bellugi, poeta, commediografo e politico italiano († 1992)
- Consuelo Berges, traduttrice e giornalista spagnola († 1988)
- Aldo Bergonzoni, pittore e scultore italiano († 1976)
- Giuseppe Bernasconi, criminale di guerra italiano
- Giorgina Bertolucci di Vecchio, pittrice italiana († 1985)
- Antonio Bindelli, architetto italiano († 1985)
- Chester Ittner Bliss, statistico statunitense († 1979)
- Girolamo Caggianelli, politico e notaio italiano († 1984)
- Angelo Ermanno Cammarata, filosofo e giurista italiano († 1971)
- Luciano Capitò, militare italiano († 1943)
- Giovanni Carcaterra, prefetto italiano
- Louella Carr, attrice statunitense († 1937)
- Kit Carson, attore russo († 1978)
- Maceo Casadei, pittore italiano († 1992)
- Roberto Castagnola, calciatore argentino
- Paul Castan, regista teatrale e attore francese
- Giōrgos Chatzīandreou, calciatore greco
- Pablo Chávez Aguilar, compositore e presbitero peruviano († 1950)
- Anton Dante Coda, politico italiano († 1959)
- Angelo Colombo, calciatore italiano († 1940)
- Jibanananda Das, poeta indiano († 1954)
- Janina Dłuska, pittrice e designer polacca († 1932)
- Eugenio Faludi, architetto ungherese († 1981)
- Roberto Fantuzzi, pittore italiano († 1976)
- Anton Sebastian Fasal, pittore austriaco († 1943)
- Carola Fernán Gómez, attrice teatrale e attrice spagnola († 1967)
- James Fitzgerald, pittore statunitense († 1971)
- Antōnios Fōtiadīs, calciatore greco
- Lina Galli, poetessa e scrittrice italiana († 1993)
- Marnix Gijsen, scrittore belga († 1984)
- Vincenzo Guarnaccia, poeta e traduttore italiano († 1954)
- Dīmītrīs Gōtīs, calciatore greco
- Earl J. Hamilton, storico statunitense († 1989)
- Robert Hill, biochimico britannico († 1991)
- Hans Erich Hollmann, fisico e docente tedesco († 1960)
- Pasquale Infelisi, carabiniere italiano († 1944)
- Otto Janczik, calciatore austriaco
- Yvonne Jourjon, paracadutista e aviatrice francese († 1985)
- Nikolaos Kaloudīs, calciatore greco
- Nikolaos Kaloudīs, pallanuotista greco
- Guido Lambertini, ingegnere italiano († 1982)
- Clarence J. Leuba, psicologo statunitense († 1985)
- Arturo Lezama, politico uruguaiano († 1964)
- Arturo Maira, dirigente d'azienda e militare italiano († 1943)
- Emilio Manfredi, calciatore italiano
- Ciccheddu Mannoni, cantante italiano († 1978)
- Iridio Mantovani, militare italiano († 1936)
- Piero Martin, calciatore italiano
- Ernest Masters, aviatore inglese († 1918)
- Arthur James May, storico statunitense († 1968)
- Adnan Menderes, politico turco († 1961)
- Guido Modiano, tipografo e critico d'arte italiano († 1943)
- Mahmoud Mokhtar Saqr, calciatore egiziano
- Antonio Momplet, regista e sceneggiatore spagnolo († 1974)
- Piero Monico, avvocato italiano († 1964)
- Prospero Morando, calciatore italiano
- William Morgan, regista e montatore britannico († 1964)
- Julio Mosso, calciatore argentino († 1988)
- Domenico Mustilli, archeologo italiano († 1966)
- Camillo Nessi, scrittore italiano († 1942)
- Elio Nissim, avvocato, giornalista e traduttore italiano († 1996)
- Ferenc Olvedi, calciatore ungherese
- Adolfo Oxilia, scrittore italiano († 1992)
- Raffaello Pacini, regista e sceneggiatore italiano († 1964)
- Chrīstos Peppas, calciatore greco
- Luigi Pera, ingegnere e architetto italiano († 1969)
- Giandante X, pittore, scultore e illustratore italiano († 1984)
- Max Piccini, scultore italiano († 1974)
- Riccardo Pitter, scultore e pittore italiano († 1976)
- Hans Plangger, scultore italiano († 1971)
- Francesco Possenti, poeta italiano († 1993)
- Louis Prat, schermidore francese († 1966)
- Adam Rainer, showman austriaco († 1950)
- Michael Rocque, hockeista su prato indiano († 1965)
- Astrel Rolland, tiratore a segno haitiano
- Tito Rosina, critico letterario italiano († 1958)
- Ercole Rossi, militare italiano († 1942)
- Frederick Rossini, fisico e chimico statunitense († 1990)
- Kazimierz Sakowicz, giornalista polacco († 1944)
- John Schneiter, bobbista svizzero († 1976)
- Elazar Shach, rabbino e educatore lituano († 2001)
- Michael Sharland, giornalista, fotografo e ornitologo australiano († 1987)
- Stanley Skewes, matematico sudafricano († 1988)
- Giuseppe Spatrisano, architetto italiano († 1985)
- Luigi Galeazzo Tenconi, scrittore e traduttore italiano († 1973)
- Roberto Tognazzi, politico e avvocato italiano († 1974)
- Luigi Maria Veronesi, pittore e incisore italiano († 1987)
- Pierre Virion, giornalista e scrittore francese († 1988)
- Adolf Wartmann, calciatore svizzero
- G. Wiley, calciatore inglese
- Hideo Yagi, esperantista giapponese († 1964)
- Aphur Yongden, monaco buddhista tibetano († 1955)
- Abdul Hamid Zangeneh, politico iraniano († 1951)
- Zaki al-Arsuzi, politico e scrittore siriano († 1968)
- Gavin Rylands de Beer, zoologo e antiquario inglese († 1972)
- Juana de J. Sarmiento, politica e attivista colombiana († 1979)
- Basili de Rubí, religioso e storico spagnolo († 1986)